# ساحة سان ماركو
ساحة سان ماركو؛ (بالإيطالية: [Piazza sam ˈmarco] ؛ البندقية: Piazza San Marco)، غالبًا ما تُعرف بالإنجليزية باسم St Mark's Square، هي الساحة العامة الرئيسية في البندقية بإيطاليا، حيث تُعرف عمومًا باسم la Piazza («الساحة»). تسمى جميع المساحات الحضرية الأخرى في المدينة تقريبًا (باستثناء بيازيتا وبيازالي روما) كامبي («الحقول»). ساحة ساحة (بالإنجليزية: Piazzetta) هي امتداد للساحة باتجاه حوض سان ماركو في الزاوية الجنوبية الشرقية (انظر الخطة). يشكل الفضاءان معًا المركز الاجتماعي والديني والسياسي للبندقية ويشار إليهما معًا. هذه المقالة تتعلق بكليهما.
عادة ما تنسب ملاحظة (على الرغم من عدم وجود دليل) إلى نابليون تطلق على ساحة سان ماركو «غرفة الرسم في أوروبا».

## الوصف
|  |

تهيمن كاتدرائية القديس مرقس على الساحة في نهايتها الشرقية. يتم وصفه هنا من خلال تجوال يبدأ من الجبهة الغربية للكنيسة (في مواجهة طول الساحة) وينتقل إلى اليمين.
تم وصف الكنيسة في مقال كاتدرائية القديس مرقس، ولكن هناك جوانب منها تشكل جزءًا كبيرًا من الساحة المذكورة هنا، بما في ذلك الواجهة الغربية بأكملها بأقواسها العظيمة وزخارفها الرخامية، المنحوتات الرومانية حول المدخل المركزي والخيول الأربعة التي تترأس الساحة بأكملها وهي رموز قوية لفخر البندقية وقوتها لدرجة أن جنوة في عام 1379 قالوا إنه لا يمكن أن يكون هناك سلام بين المدينتين حتى يتم ربط هذه الخيول. بعد أربعمائة عام، قام نابليون، بعد أن غزا البندقية، بإزالتها وشحنها إلى باريس. [يحتاج إلى تعديل نسخة]
Piazzetta dei Leoncini هي مساحة مفتوحة على الجانب الشمالي من الكنيسة سميت على اسم الأسود الرخامية (قدمها Doge Alvise Mocenigo في عام 1722)، ولكنها تسمى الآن رسميًا Piazzetta San Giovanni XXIII. المبنى الكلاسيكي الجديد على الجانب الشرقي المجاور للكاتدرائية هو Palazzo Patriarcale، مقر بطريرك البندقية.
علاوة على ذلك، يوجد St Mark's Clocktower (Torre dell' Orologio)، الذي اكتمل في عام 1499، فوق ممر مرتفع حيث يقود الشارع المعروف باسم Merceria (طريق رئيسي للمدينة) عبر شوارع التسوق إلى Rialto، المركز التجاري والمالي. على يمين برج الساعة توجد كنيسة سان باسو المغلقة، التي صممها Baldassarre Longhena (1675)، وتفتح أحيانًا للمعارض.
إلى اليسار توجد الممرات الطويلة على طول الجانب الشمالي من الساحة، تُعرف المباني على هذا الجانب باسم Procuratie Vecchie، والنيابة القديمة، التي كانت سابقًا منازل ومكاتب وكلاء St Mark، وكبار ضباط الدولة في أيام جمهورية البندقية. تم بناؤها في أوائل القرن السادس عشر. يصطف الممر بالمتاجر والمطاعم على مستوى الأرض، مع وجود مكاتب أعلاه. تشمل المطاعم كافيه كوادري الشهير، الذي رعاه النمساويون عندما حكمت النمسا البندقية في القرن التاسع عشر، بينما فضل البندقية فلوريان على الجانب الآخر من الساحة.

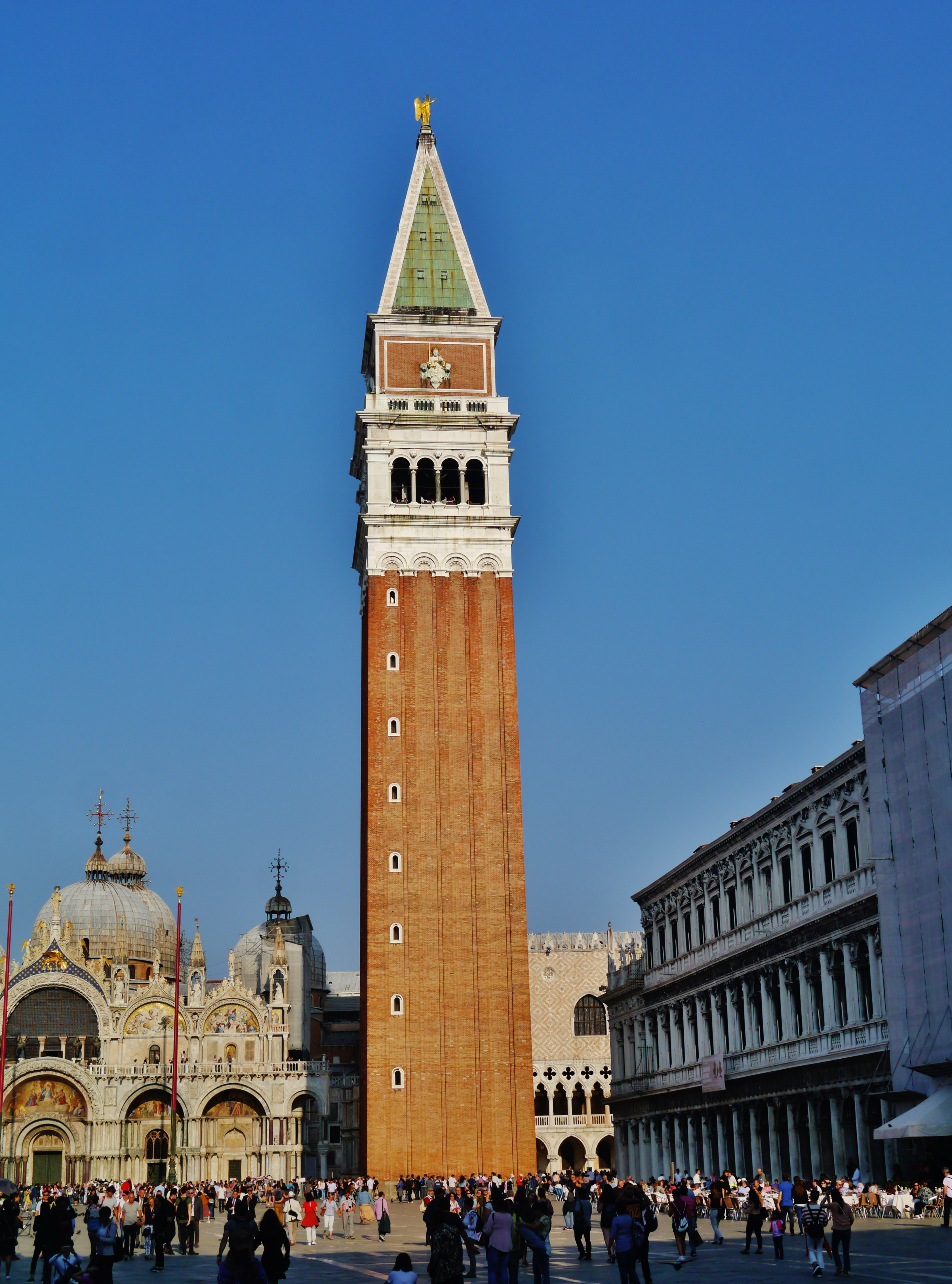
الوجه الغربي للجيمانيل ينظر إليه من الساحة

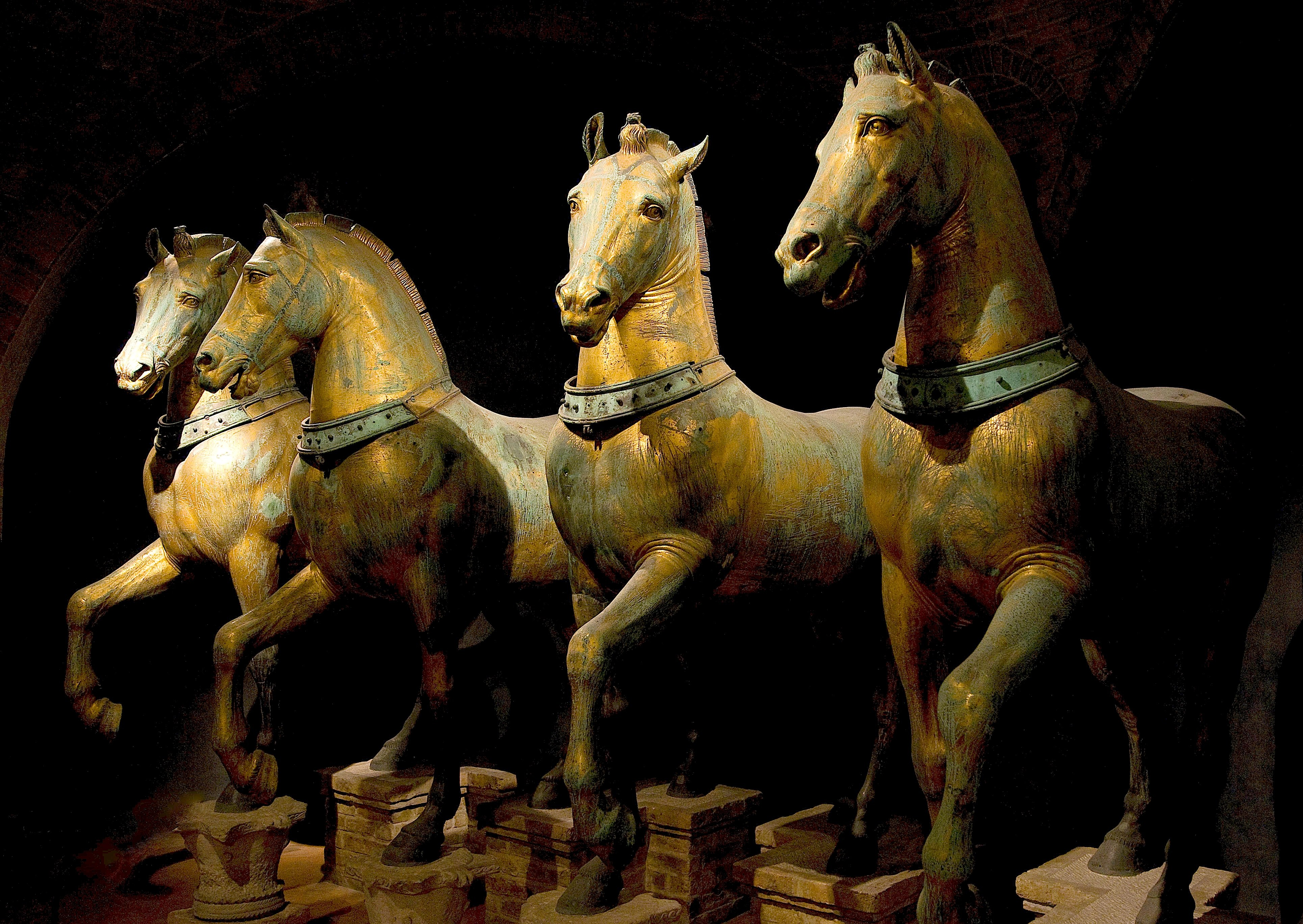
تقع خيول سانت مارك الأصلية داخل كنيسة القديس مارك (مع وجود نسخ طبق الأصل حديثة في الخارج).

يستدير الممر يسارًا مرة أخرى، ويستمر أسفل الجانب الجنوبي من الساحة. تُعرف المباني على هذا الجانب باسم Procuratie Nuove (النيابات الجديدة)، والتي صممها Jacopo Sansovino في منتصف القرن السادس عشر ولكن تم بناؤها جزئيًا (1582-86) بعد وفاته من قبل Vincenzo Scamozzi على ما يبدو مع التعديلات التي طلبها المدعون وأكملها أخيرًا Baldassarre longhena حوالي 1640. مرة أخرى، يحتوي الطابق الأرضي على متاجر وأيضًا كافيه فلوريان، وهو مقهى شهير افتتحه فلوريانو فرانشيسكوني في عام 1720، والذي رعاه سكان البندقية عندما كان النمساويون المكروهون في كوادري. تم تصميم الطوابق العليا من قبل نابليون لتكون قصرًا لابن زوجته يوجين دي بوهارنيس، نائبه في البندقية، ويضم الآن متحف كورير. في النهاية البعيدة، يلتقي المدعي العام بالطرف الشمالي من مكتبة سانسوفينو (منتصف القرن السادس عشر)، التي تواجه جبهتها الرئيسية الساحة ويتم وصفها هناك يستمر الممر حول الزاوية في الساحة
على عكس ذلك، يقف سانت مارك كامبانيل حراً في الساحة (1156-73 تم ترميمه آخر مرة في عام 1514)، وأعيد بناؤه في عام 1912 كوميرا، دوفيرا («كما كان، حيث كان») بعد انهيار المعسكر السابق في 14 يوليو 1902. بجوار المعسكر، يواجه الكنيسة، يوجد المبنى الصغير المعروف باسم Loggetta del Sansovino، الذي بناه Sansovino في 1537-46 ويستخدم كردهة أرستقراطيين ينتظرون الذهاب إلى اجتماع المجلس الكبير في قصر Doge والحراس عندما كان المجلس جالسًا.

عبر الساحة أمام الكنيسة توجد ثلاثة سارية علم كبيرة تشبه الصاري مع قواعد برونزية مزينة براحة عالية من قبل أليساندرو ليوباردي في عام 1505. كان علم البندقية للقديس مرقس يرفرف منهم في زمن جمهورية البندقية ويشاركهم الآن العلم الإيطالي.

In the Piazza San Marco
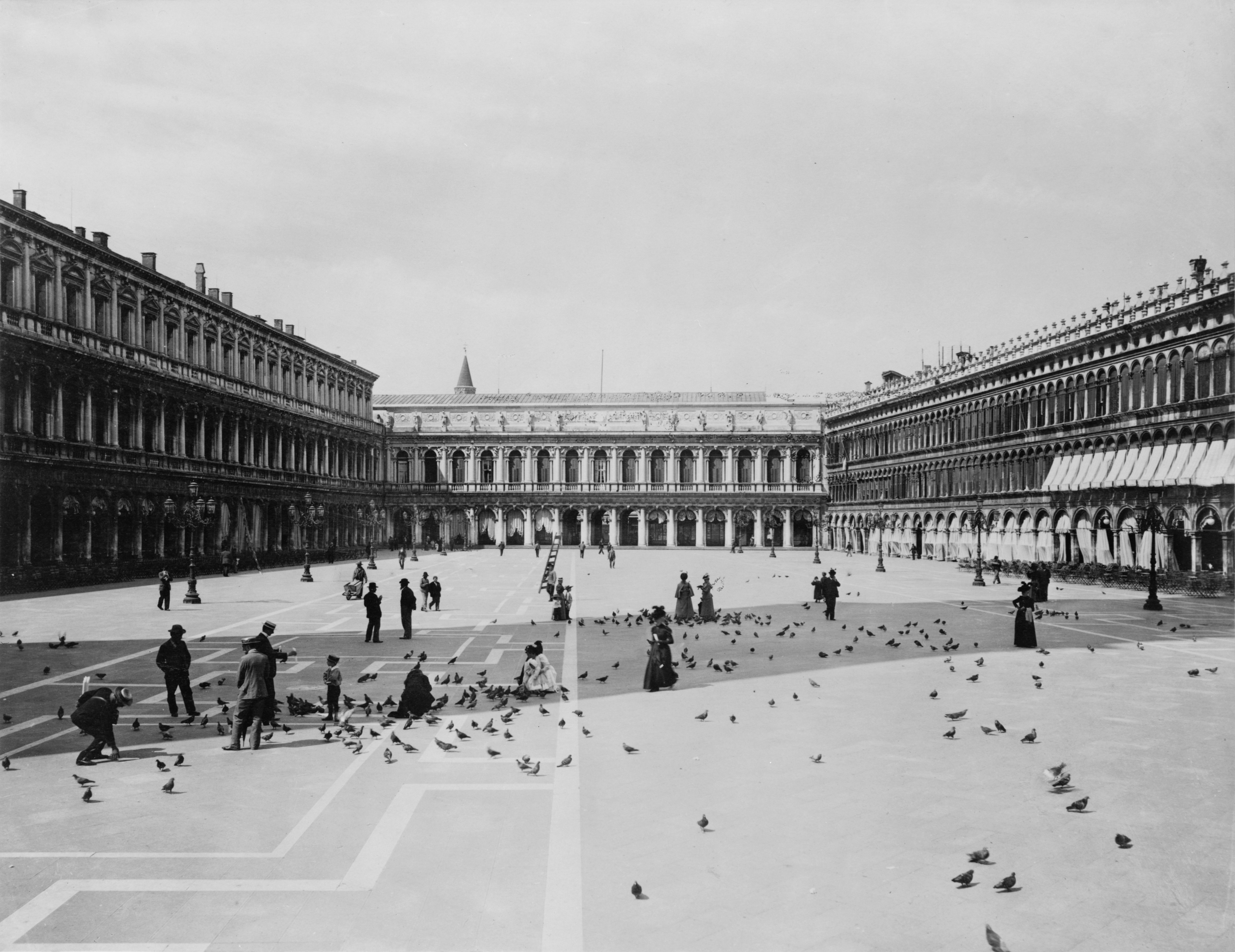
Procuratie Vecchie و Procuratie Nuove ، 1890
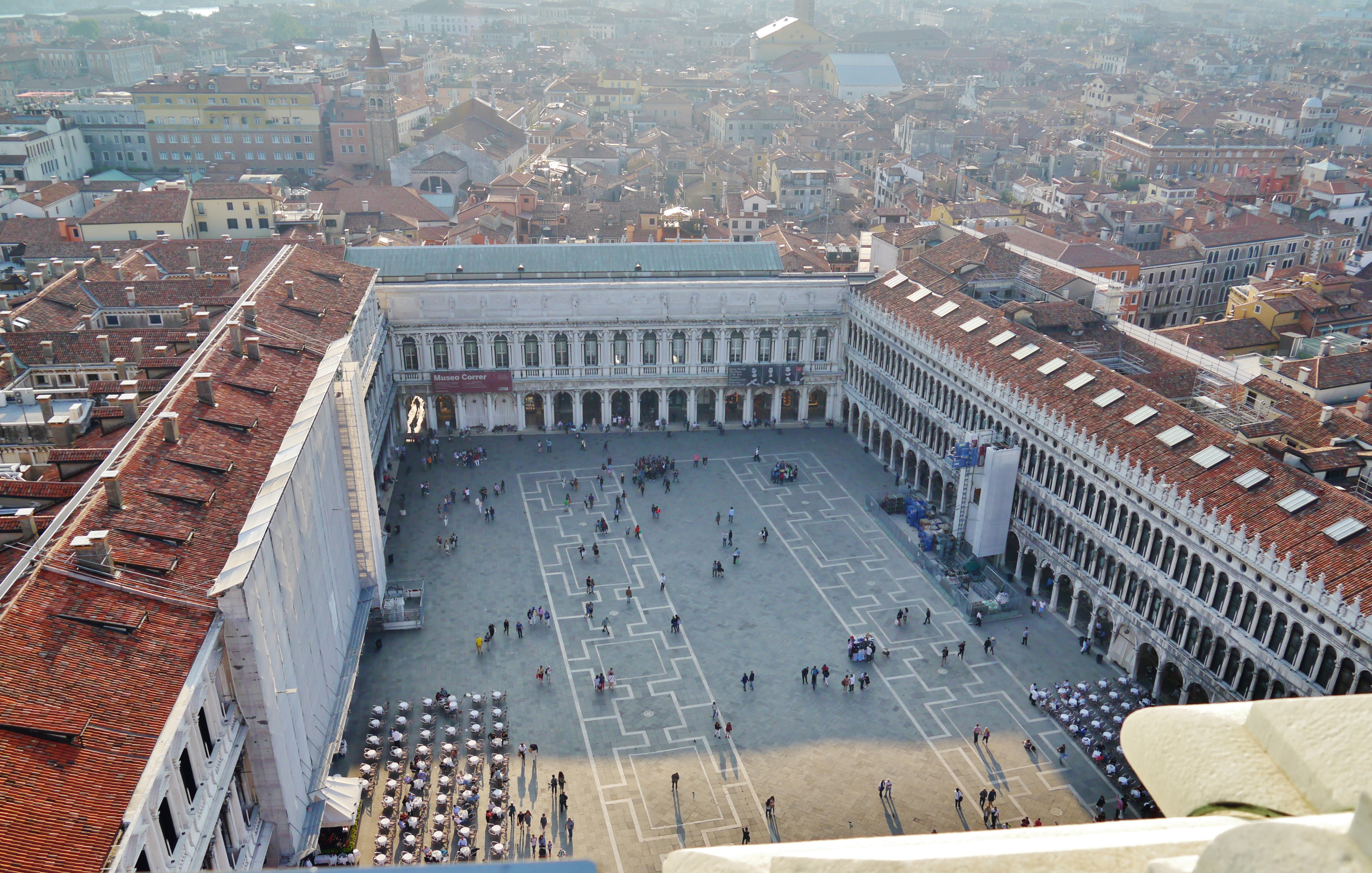
ساحة ينظر من Campanile
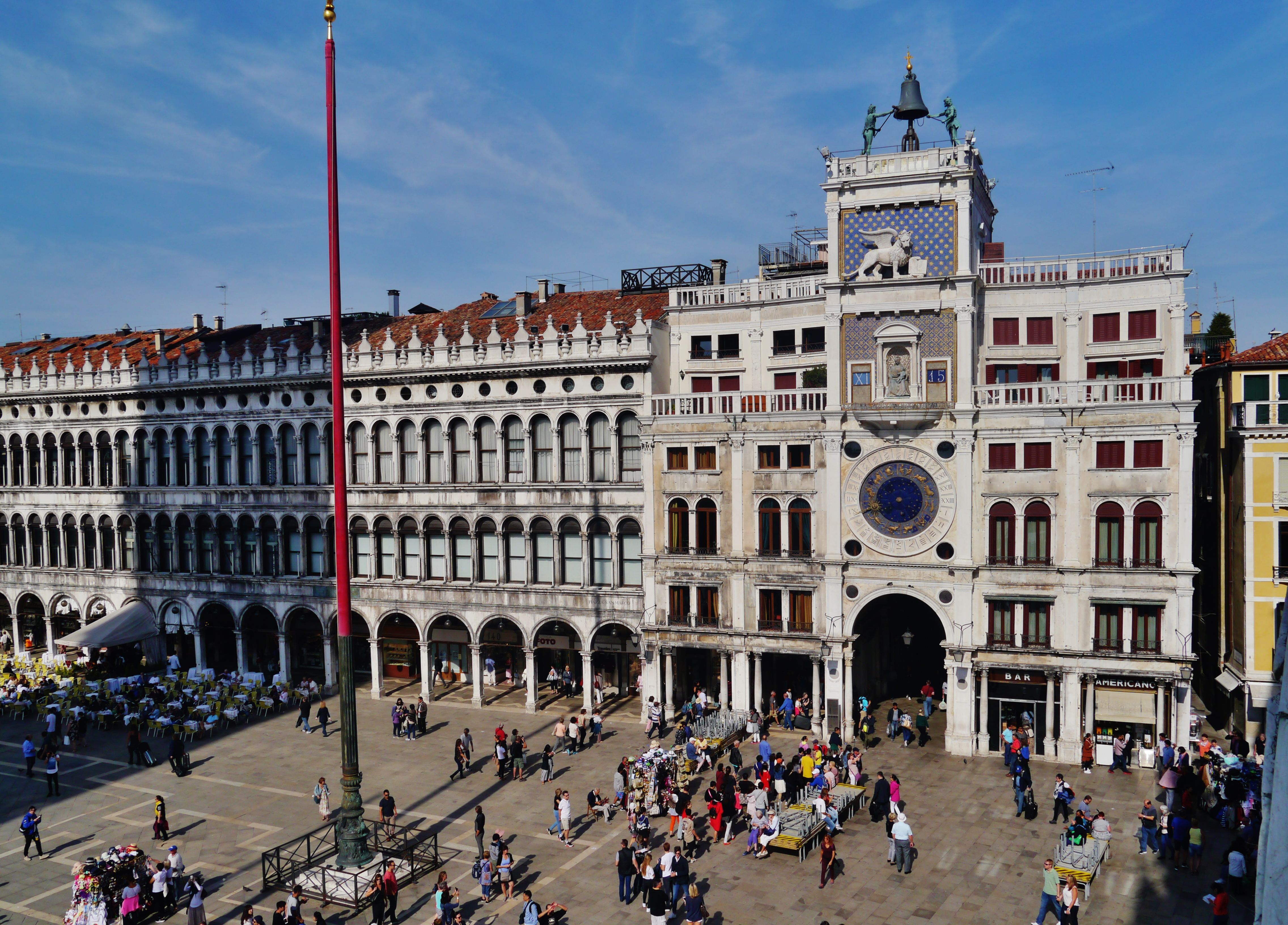
برج الساعة مع الممر المؤدي إلى Mercerie المؤدي إلى ريالتو
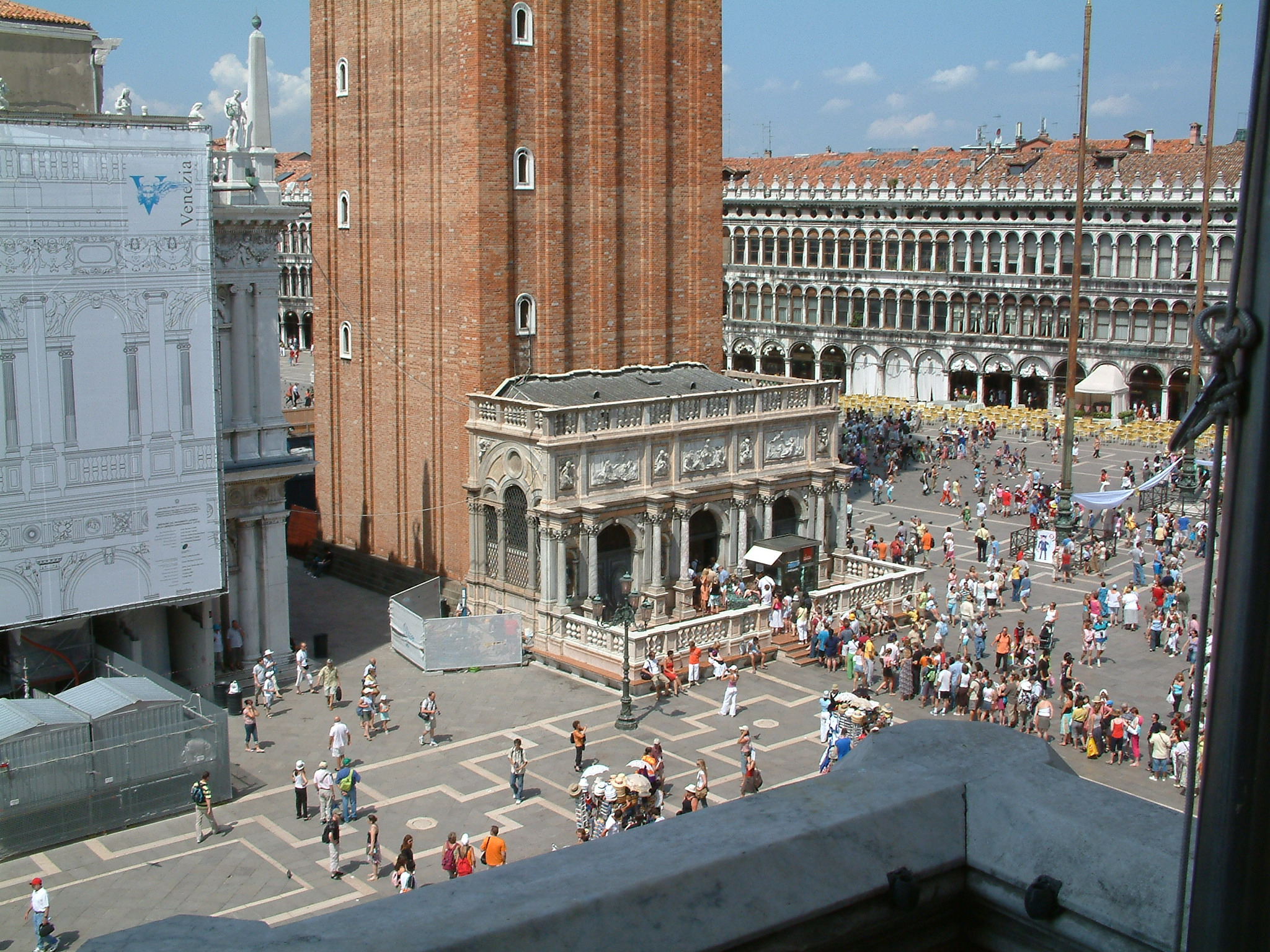
لوجيتا عند سفح كامبانيل (بناه سانسوفينو 1537-1546) ؛ أعيد بناؤها بعد سقوط كامبانيل عام 1902
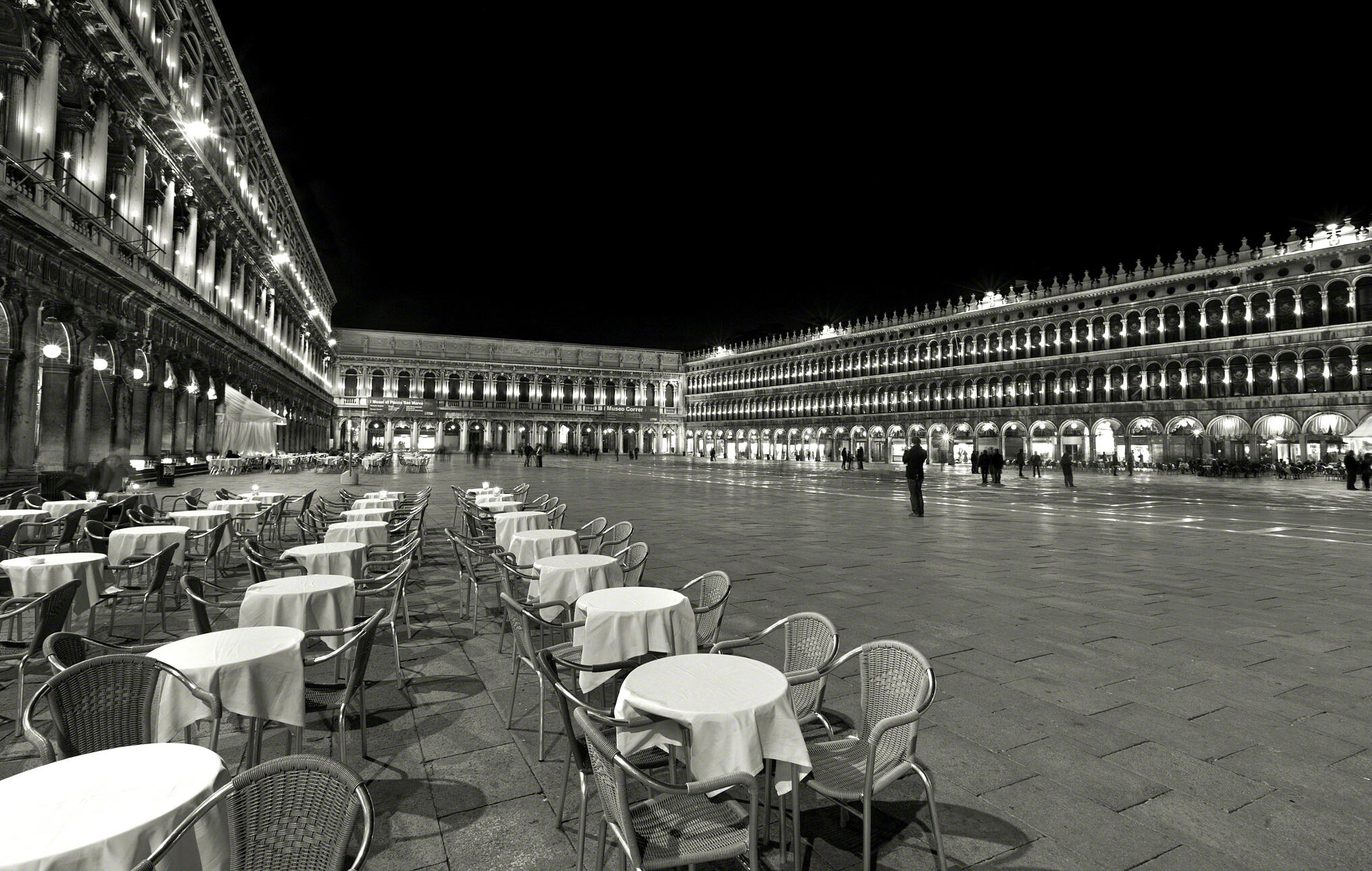
ساحة سان ماركو في الليل

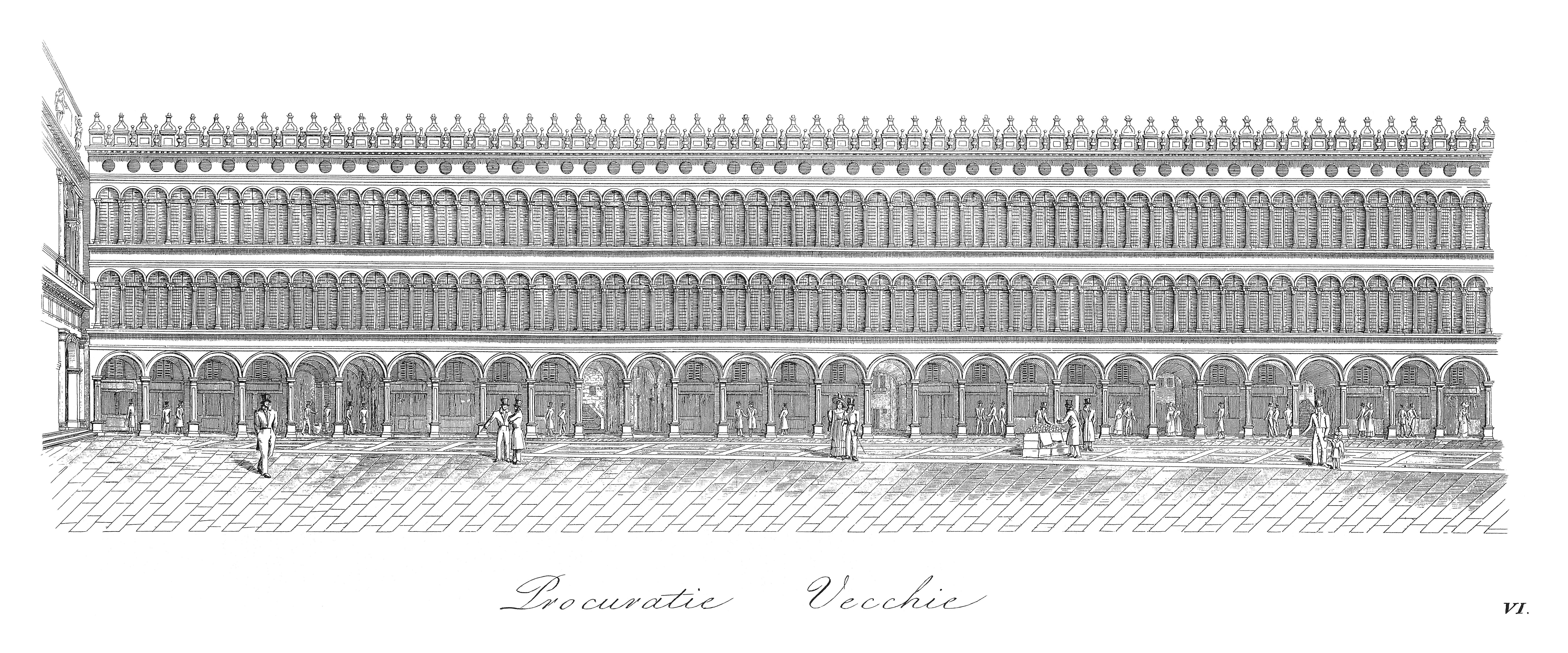
ارتفاع Procuratie Vecchie ( c. 1520 ) ، مطبوعة من Quadri-Moretti (1831)
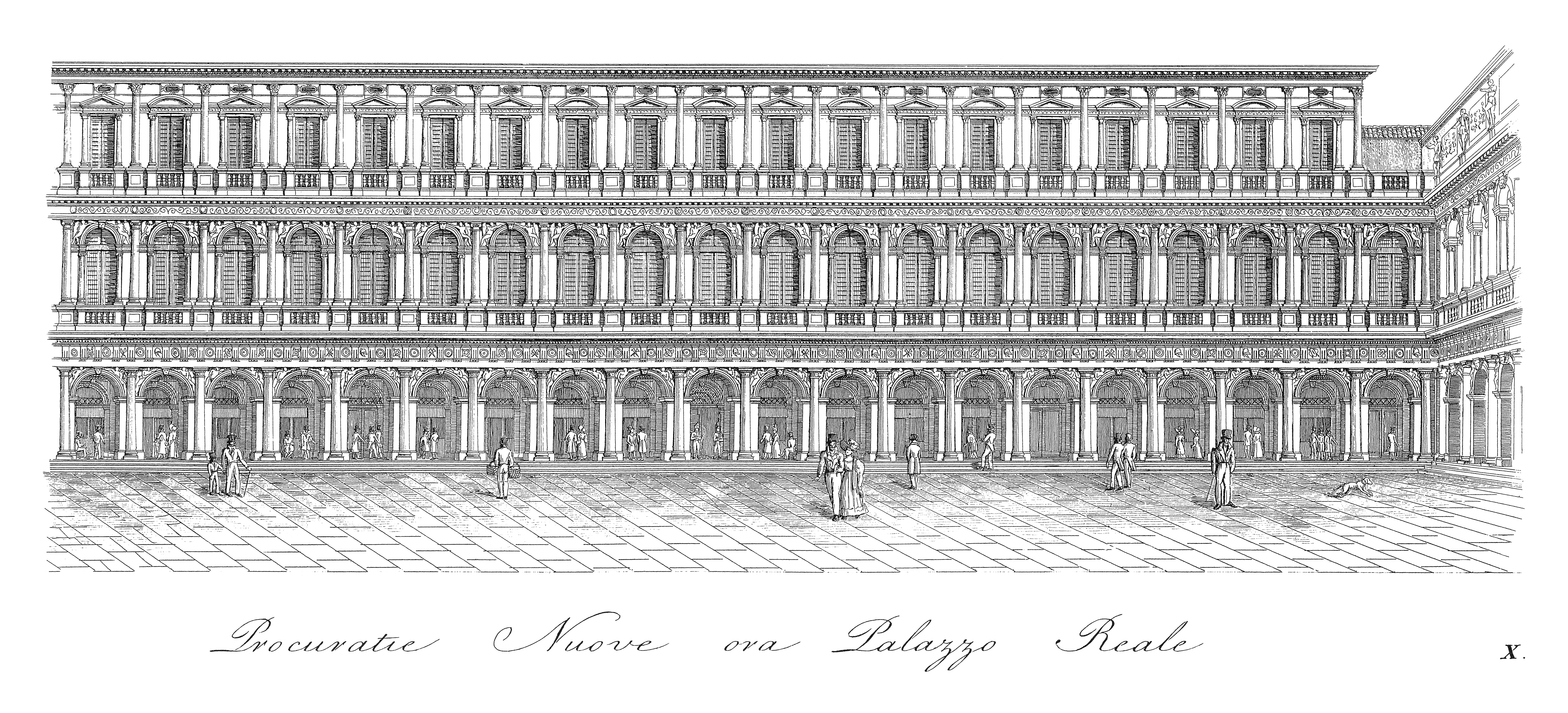
ارتفاع Procuratie Nuove ( c. 1580 ) ، مطبوعة من Quadri-Moretti (1831)
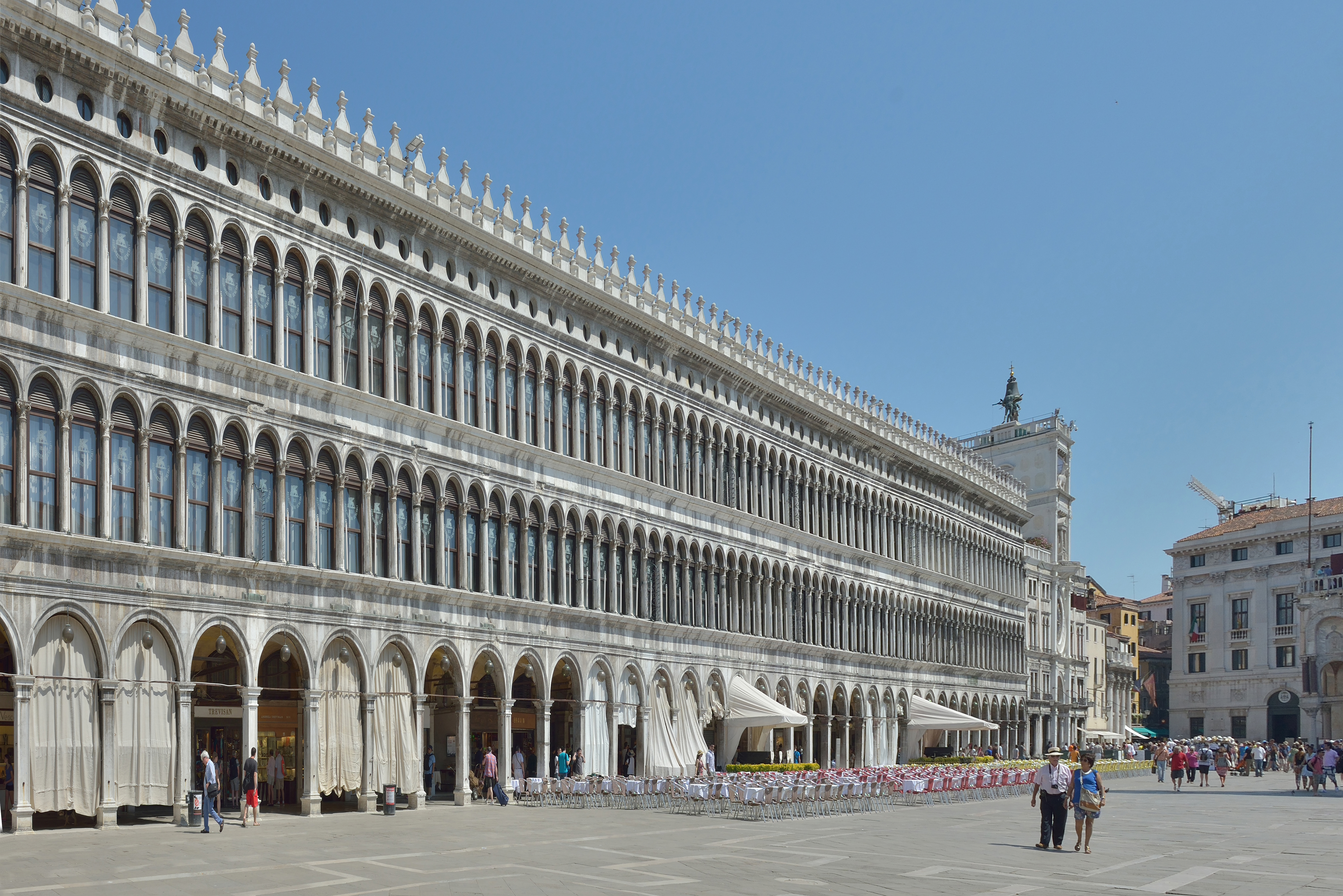
Procuratie Vecchie بناها بارتولوميو بون الأصغر ( c. 1520 )
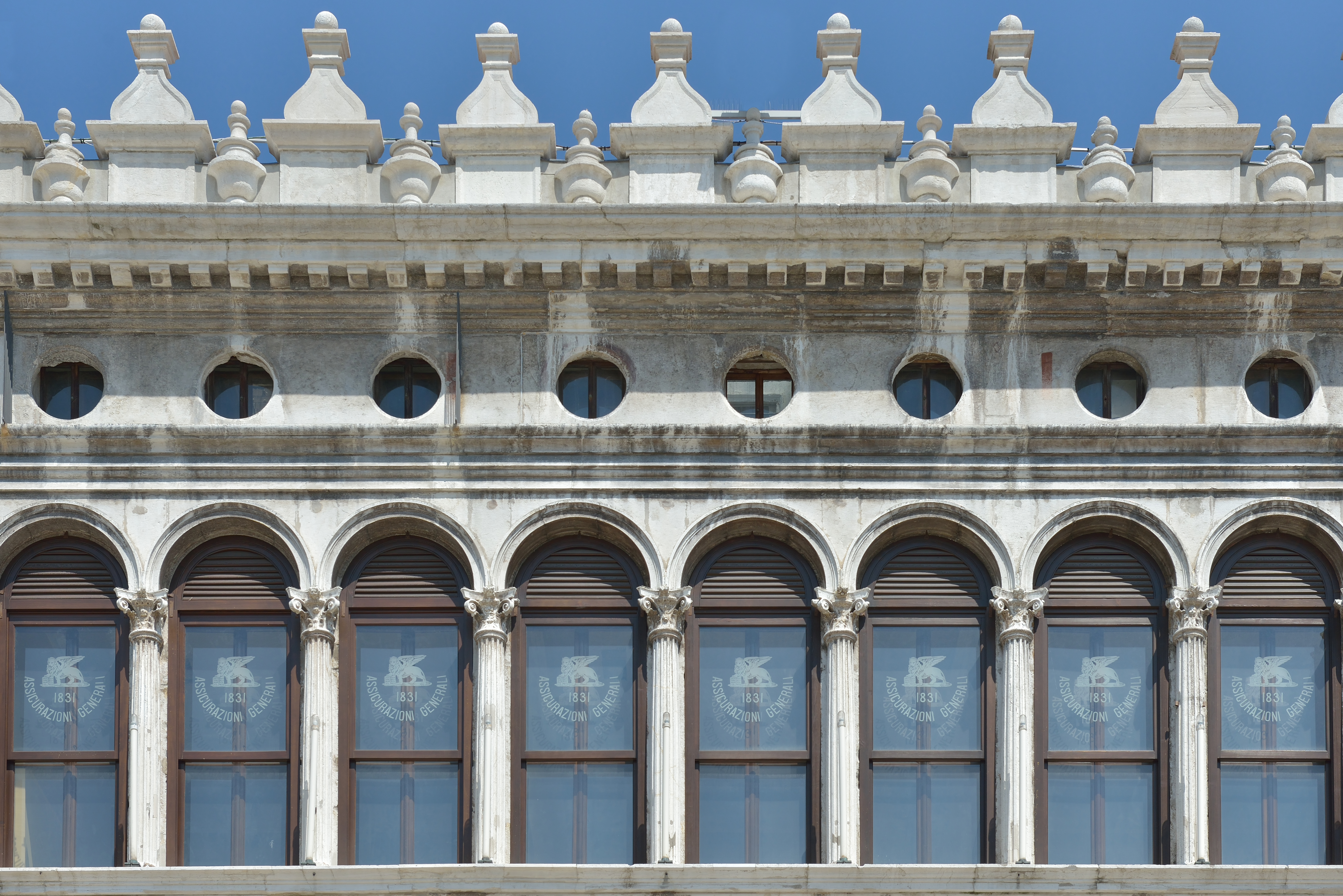
تفاصيل نوافذ النيابة العامة
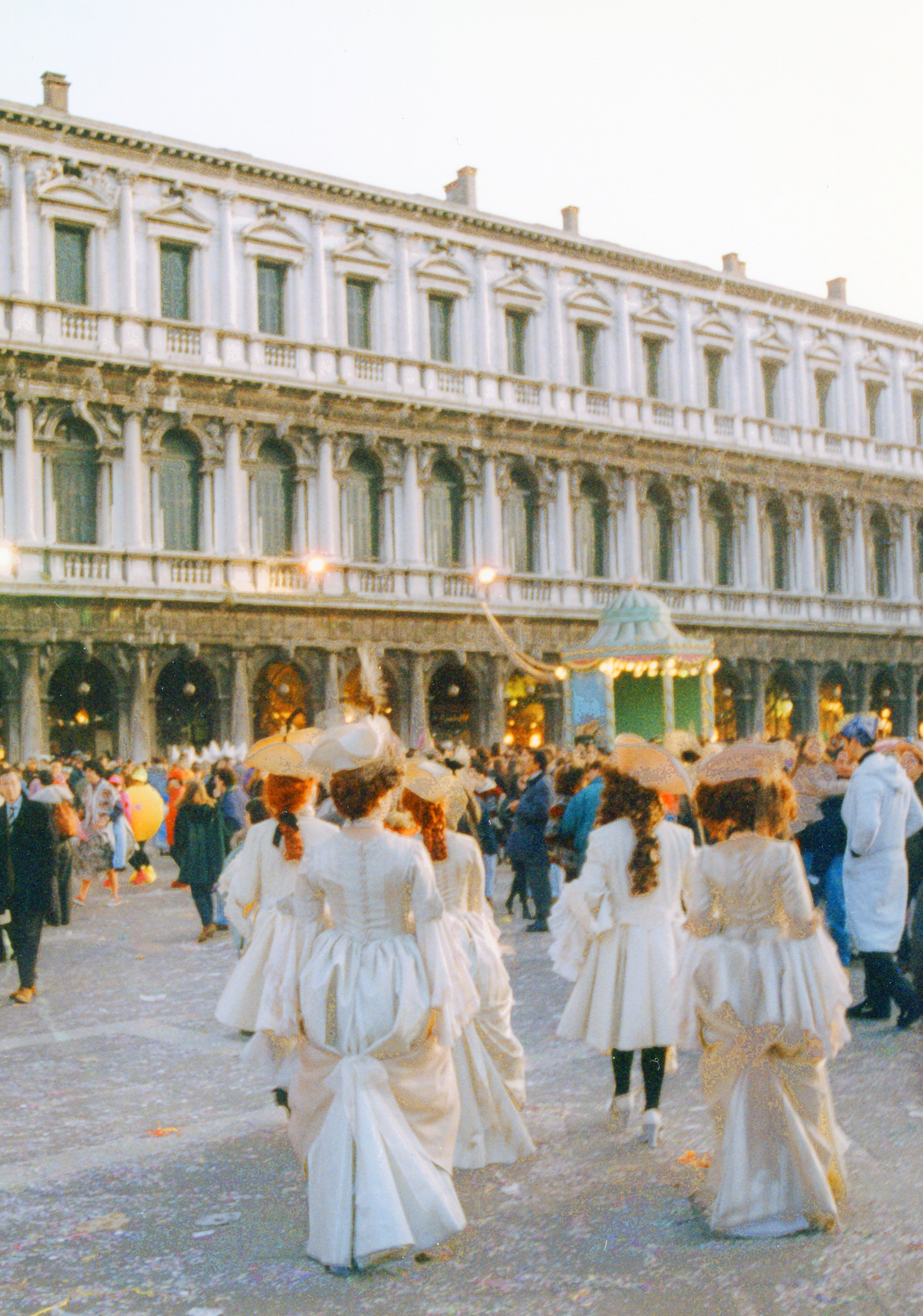
Procuratie Nuove التي بناها فينتشنزو سكاموزي ( c. 1580 ) لتكييف تصميم بواسطة Sansovino (خلال الكرنفال 1993)

## وصف الساحة
ساحة ساحة سان ماركو، بالمعنى الدقيق للكلمة، ليست جزءًا من الساحة ولكنها مساحة مفتوحة مجاورة تربط الجانب الجنوبي من الساحة بالممر المائي للبحيرة. تقع الساحة بين قصر دوج في الشرق ومكتبة جاكوبو سانسوفينو (مكتبة) التي تحمل مكتبة مارسيانا في الغرب.
في الزاوية القريبة من المخيم، يشغل هذا الجانب (الغربي) بالكامل مكتبة (مكتبة) صممها جاكوبو سانسوفينو لحمل مكتبة مارسيانا (مكتبة القديس مرقس). بدأ البناء في عام 1537 وتم تمديده، بعد وفاة سانسوفينو، من قبل فينتشنزو سكاموزي في 1588-91. قال بالاديو إن المبنى هو «أروع هيكل مزخرف تم بناؤه منذ العصور القديمة». يستمر الممر حتى نهاية المبنى مع المقاهي والمتاجر وكذلك مداخل المتحف الأثري ومكتبة مارسيانا والمكتبة الوطنية التي تشغل الطوابق أعلاه.
في نهاية هذا المبنى يوجد مولو (الرصيف الذي يواجه البحيرة) والمبنى المجاور على اليمين هو زيكا (النعناع) أيضًا من قبل سانسوفينو (اكتمل 1547) والآن جزء من مكتبة مارسيانا. عند الانتقال إلى اليسار في نهاية المكتبة، يعبر المرء الطرف المفتوح من الساحة التي تميزت بعمودين كبيرين من الجرانيت يحملان رموزًا لقديسي البندقية الراعيين. الأول هو القديس ثيودور، الذي كان راعي المدينة قبل القديس مرقس، وهو يحمل رمحًا وبه تمساح لتمثيل التنين الذي قيل إنه قتله. يتكون هذا من أجزاء من التماثيل العتيقة وهو نسخة (يتم الاحتفاظ بالأصل في قصر دوج). يحتوي العمود الثاني (الشرقي) على مخلوق يمثل أسدًا مجنحًا - أسد البندقية - وهو رمز سانت ماركو. هذا له تاريخ طويل، ربما يبدأ كأسد مجنح غريفين على نصب تذكاري للإله ساندون في طرسوس في قيليقية (جنوب تركيا) حوالي 300 قبل الميلاد. يُعتقد الآن أن الأعمدة قد أقيمت حوالي عام 1268، عندما كان الماء أقرب، وكانوا على حافة البحيرة، يُؤطِّرون مدخل المدينة من البحر. كان القمار مسموحًا به في المساحة بين الأعمدة، ويُقال إن هذا الحق مُنح مكافأةً لمن رفع الأعمدة أولًا.

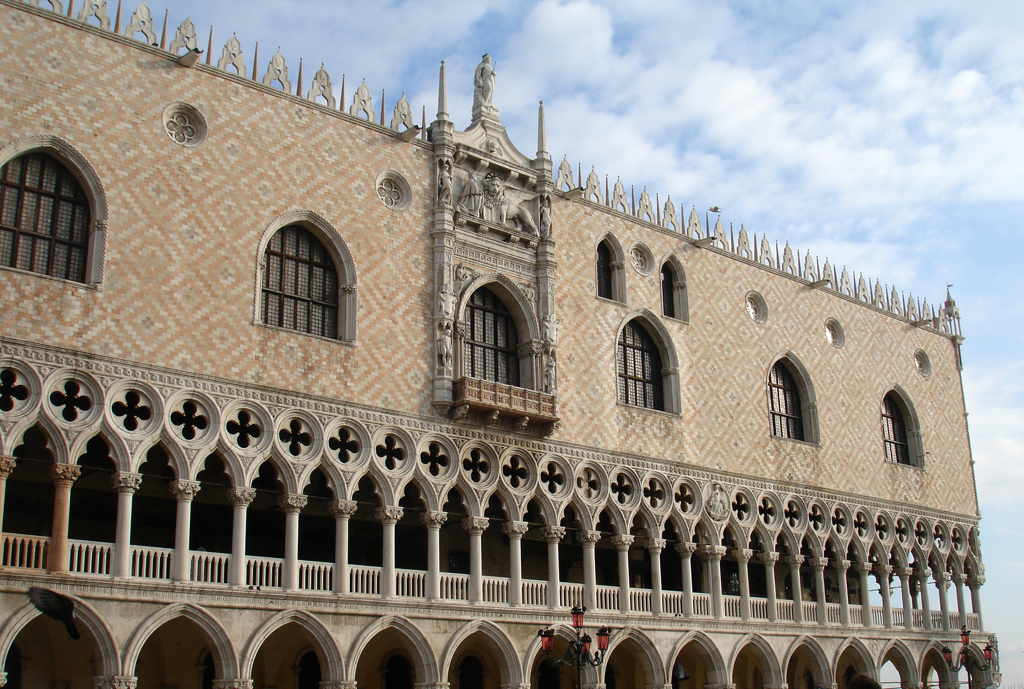
عمود واجهة Piazzetta في قصر دوجي يشير إلى التقسيم بين مباني القرنين الرابع عشر والخامس عشر

على الجانب البعيد من الساحة يوجد الجدار الجانبي لقصر دوج مع أروقة قوطية على مستوى الأرض ولوجيا على الأرض أعلاه. حتى العمود السابع من الأمام، هذا هو المبنى الذي أعيد بناؤه في عام 1340، بينما تمت إضافة الامتداد نحو البازيليكا في عام 1424. عواصم أعمدة الجزء الممتد هي في الغالب نسخ من تلك الموجودة في مقدمة القصر. يتميز العمود السابع بتمثال توندو (منحوتة دائرية) للبندقية كعدل فوق لوجيا الطابق الأول. على يسار هذا، هناك عمودان أحمر أمام لوجيا الطابق الأول، على النقيض من الأعمدة الأخرى ذات الحجر الاستري الأبيض. الأعمدة الحمراء مصنوعة من رخام فيرونا الأحمر. ربما قاموا بتأطير كرسي Doge في المناسبات الاحتفالية، ولكن يبدو أن المذنبين المهمين الذين ثبتت إدانتهم بارتكاب جرائم ضد الدولة سيتم إعدامهم أحيانًا هناك.
على الزاوية الخلفية لقصر دوج يوجد تمثال لدينونة سليمان مع الملاك جبرائيل أعلاه. النحاتون غير معروفين. بعيدًا عن هذه الزاوية يوجد Porta della Carta، المدخل الاحتفالي للقصر، المبني على الطراز القوطي الراقي في 1438-43، ربما بواسطة Giovanni و Bartolomeo Bon. مرة أخرى، هناك شخصية في البندقية مثل العدالة، موضوع الحكم العادل والعدالة يتم التأكيد عليه كثيرًا في هذا الجانب من القصر. تحت هذا، تم استبدال رئيس Doge Francisco Foscari والأسد الذي كان يركع قبله في عام 1885، وقد تم تدمير النسخ الأصلية بناءً على أوامر فرنسية في عام 1797. تمثل التماثيل الموجودة على جانبي البوابة الفضائل الأساسية للاعتدال والثبات والحصافة والإحسان.
بجانب ذلك، في زاوية خارجية من كنيسة القديس مرقس، توجد أربعة شخصيات عتيقة منحوتة في البورفيري، وهو جرانيت أحمر صلب للغاية. عادةً ما يُعرفون باسم الرباعيين ويقال إنهم يمثلون الحكام الأربعة المشتركين للإمبراطورية الرومانية الذين عينهم ديوكلتيانوس وكان يُعتقد سابقًا أنهم مصريون. يُعتقد الآن أنه من المحتمل (أو على الأقل ممكن جدًا) أنهم يمثلون أبناء الإمبراطور قسطنطين، الذين أشادوا بتعاونهم المحب عند وفاته عام 337، خاصة وأن العمل كان في الأصل في فيلادلفون (مكان الحب الأخوي) في القسطنطينية، حيث تم العثور على القدم المفقودة لأحد الشخصيات.
أبعد من ذلك، أمام الجدار الجنوبي للكاتدرائية عمودان مستطيلان يعرفان دائمًا باسم أعمدة عكا. كان يُعتقد أنهم غنيمة أخذها البندقية من عكا بعد انتصارهم الكبير على جنوة هناك في عام 1258، ولكن كان لا بد أيضًا من مراجعة هذه القصة التقليدية. جاءت الأعمدة في الواقع من كنيسة القديس بوليوكتوس في القسطنطينية (524-7)، وربما تم الاستيلاء عليها من قبل البندقية بعد فترة وجيزة من الحملة الصليبية الرابعة في عام 1204. تم اكتشاف أنقاض هذه الكنيسة في عام 1960 وتم التنقيب عنها في التسعينيات، عندما تم العثور على العواصم، والتي تطابق الأعمدة.
ما وراء هذه الأعمدة، مقابل زاوية البازيليكا، يوجد حجر دائري كبير من البورفيري الأحمر المعروف باسم Pietra del Bando (حجر الإعلان) الذي كانت تقرأ منه الإعلانات الرسمية. وقد أشير إلى أن هذا ربما يكون قد شكل جزءًا من عمود وقف عليه ما يسمى بـ Tetrarchs.

عبر المياه (Bacino di San Marco) في نهاية الساحة يمكن رؤية جزيرة San Giorgio Maggiore والواجهة البيضاء اللامعة لكنيسة Palladio هناك.

Buildings and monuments in the Piazzetta
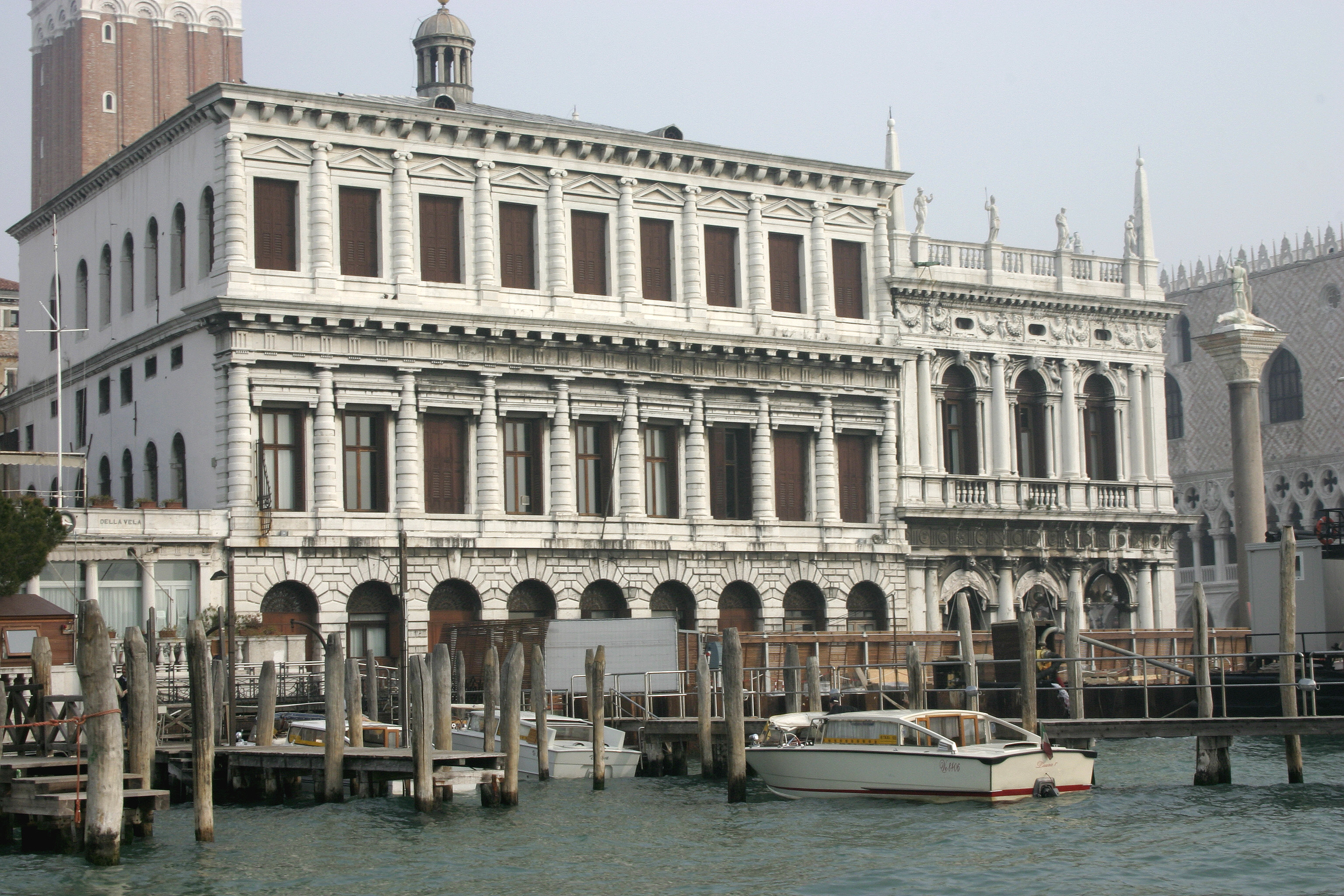
زيكا والطرف الجنوبي للمكتبة من البحيرة
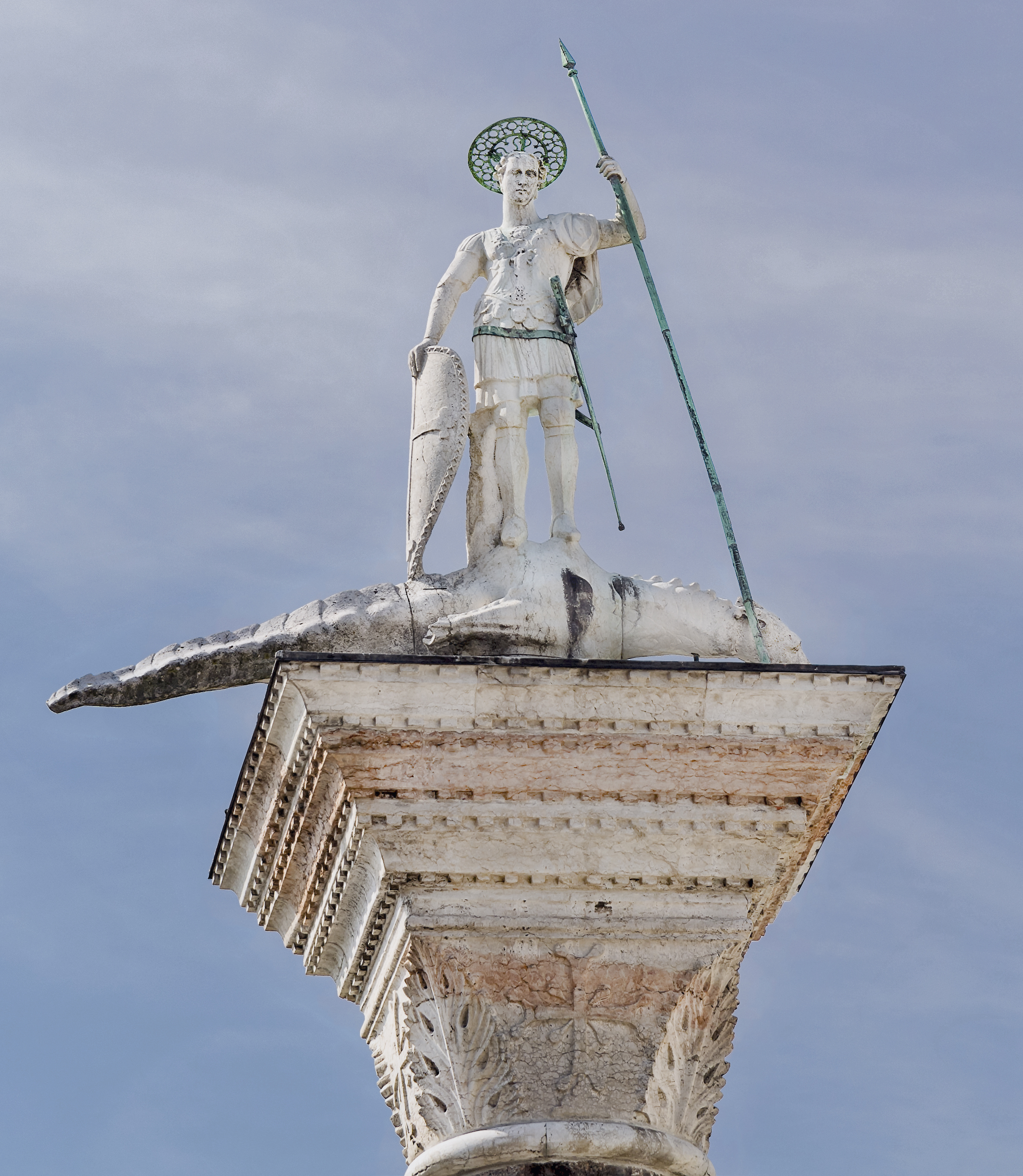
القديس ثيودور في العمود الغربي
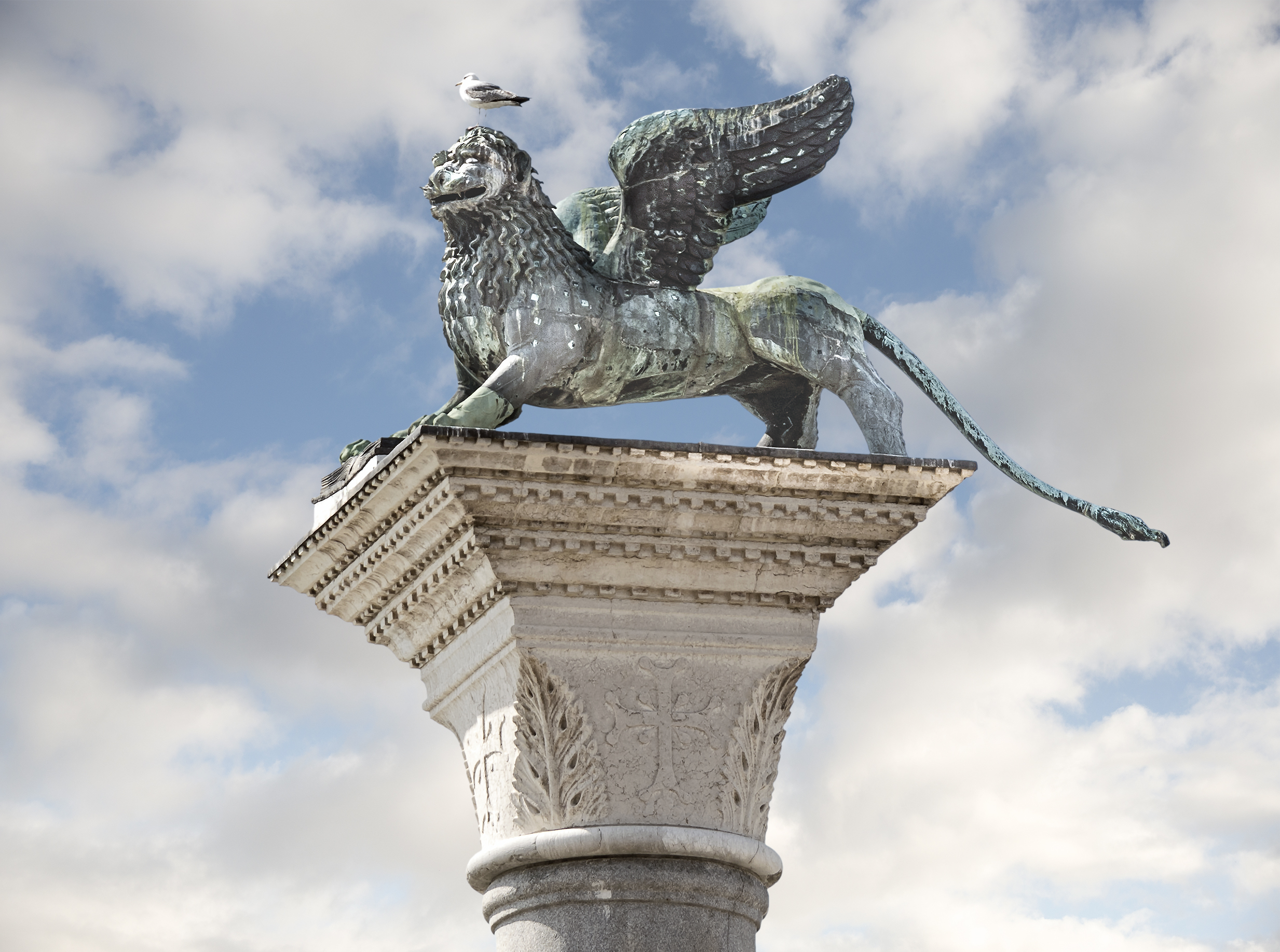
أسد البندقية  [لغات أخرى]‏ في بيازيتا
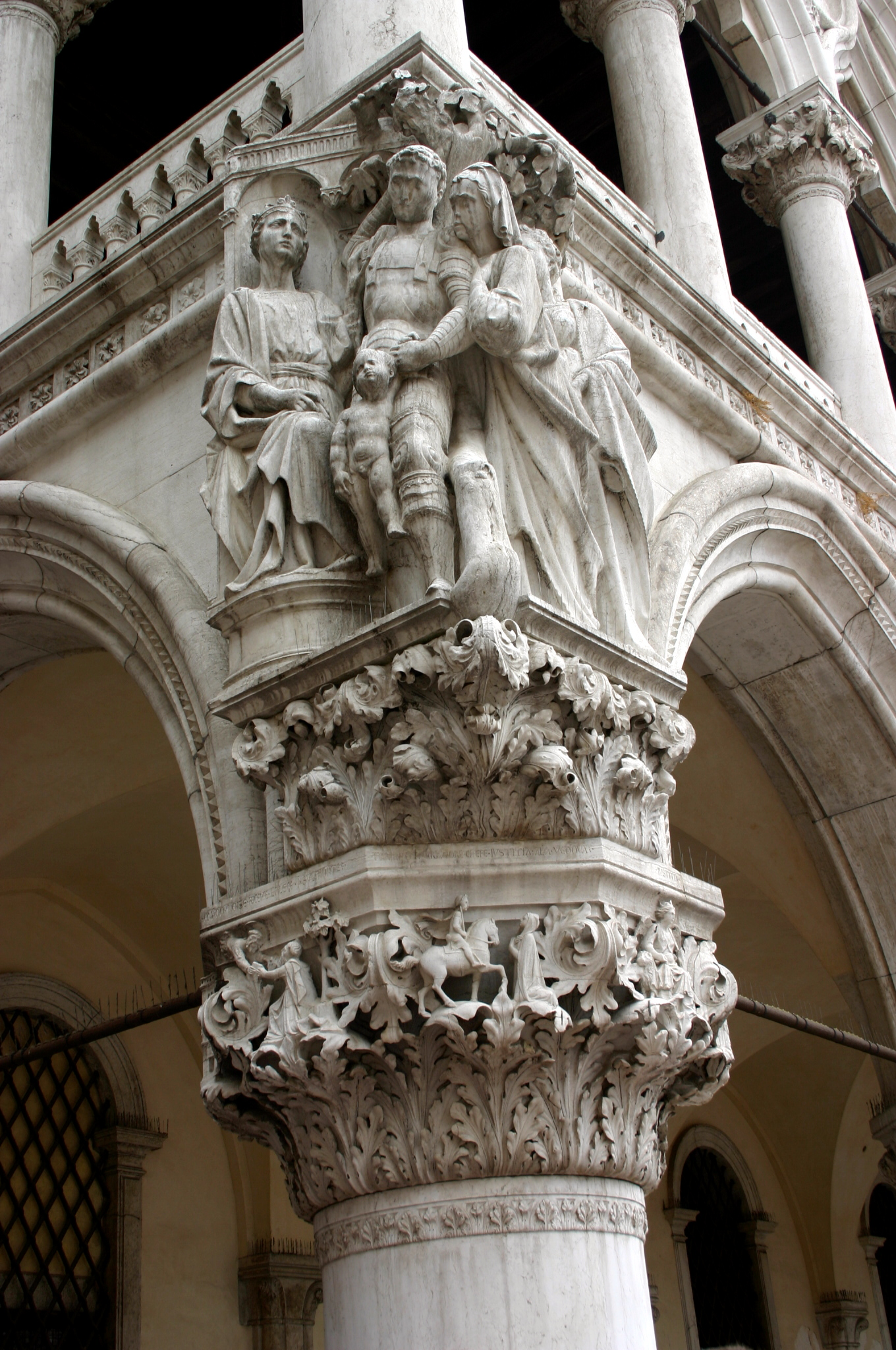
حكم سليمان على الزاوية الشمالية الغربية من قصر دوجي

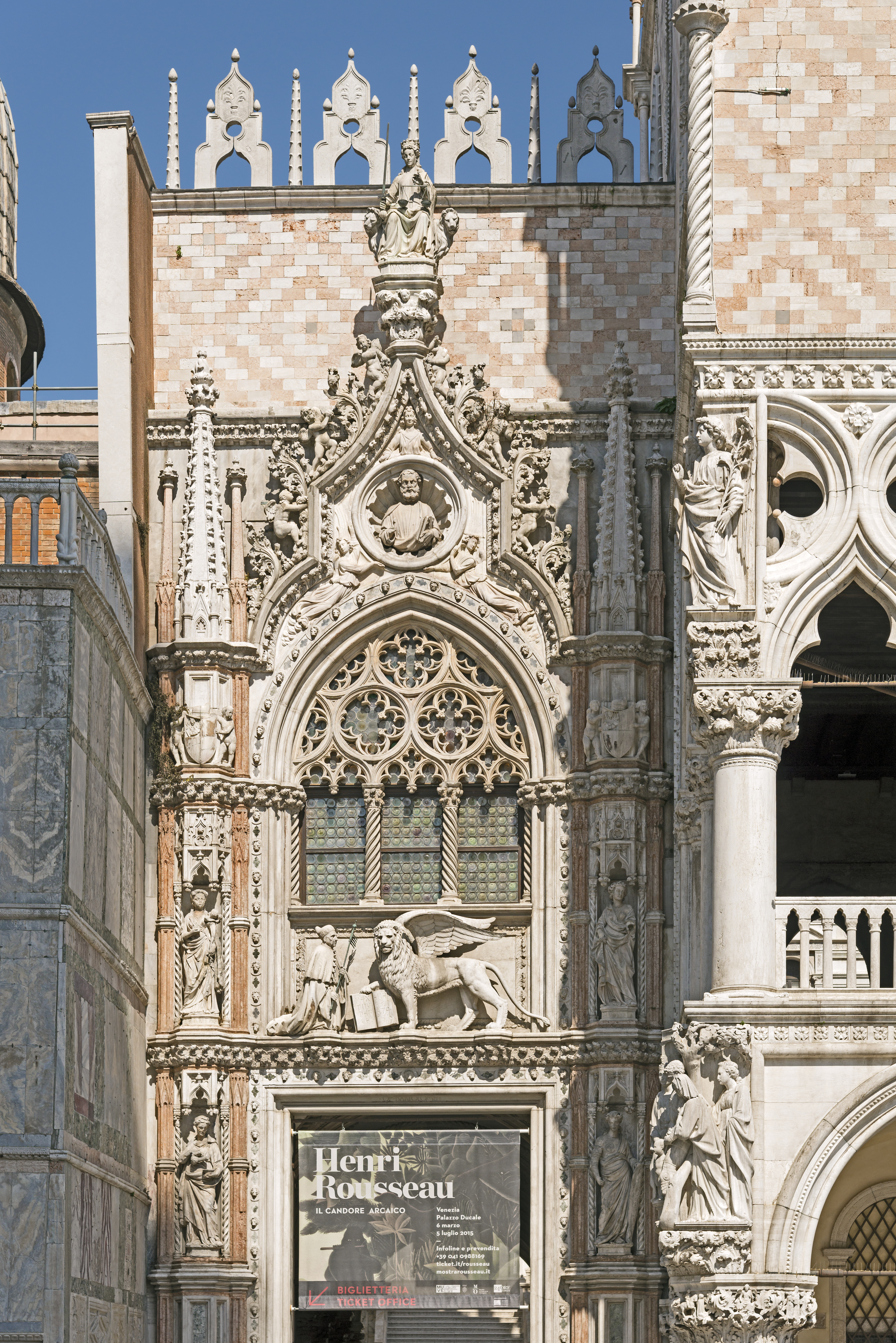
بورتا ديلا كارتا من تأليف جيوفاني وبارتولوميو بون
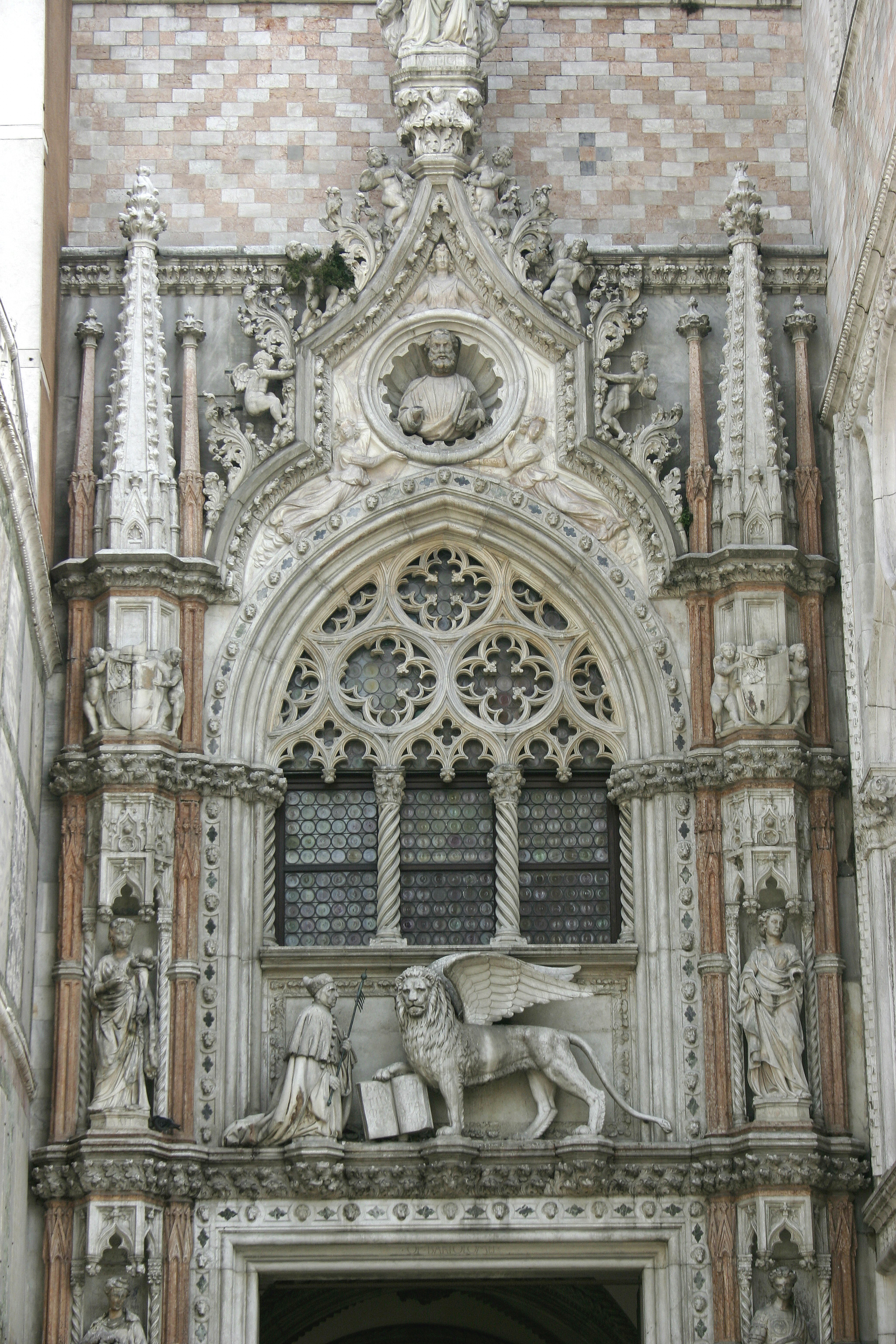
بورتا ديلا كارتا (الجزء المركزي)
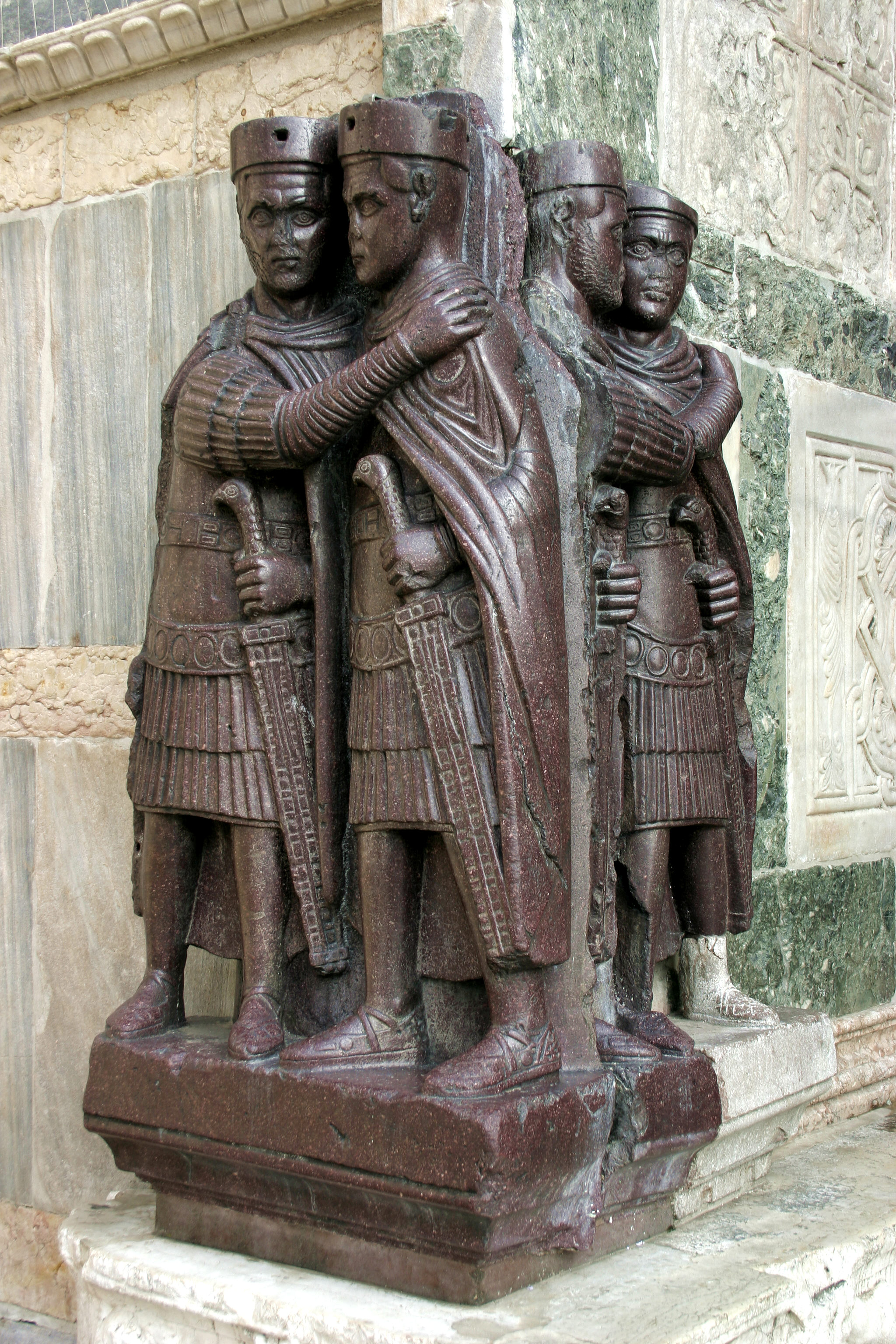
الأشكال المنحوتة في الرخام السماقي والمعروفة باسم Tetrarchs
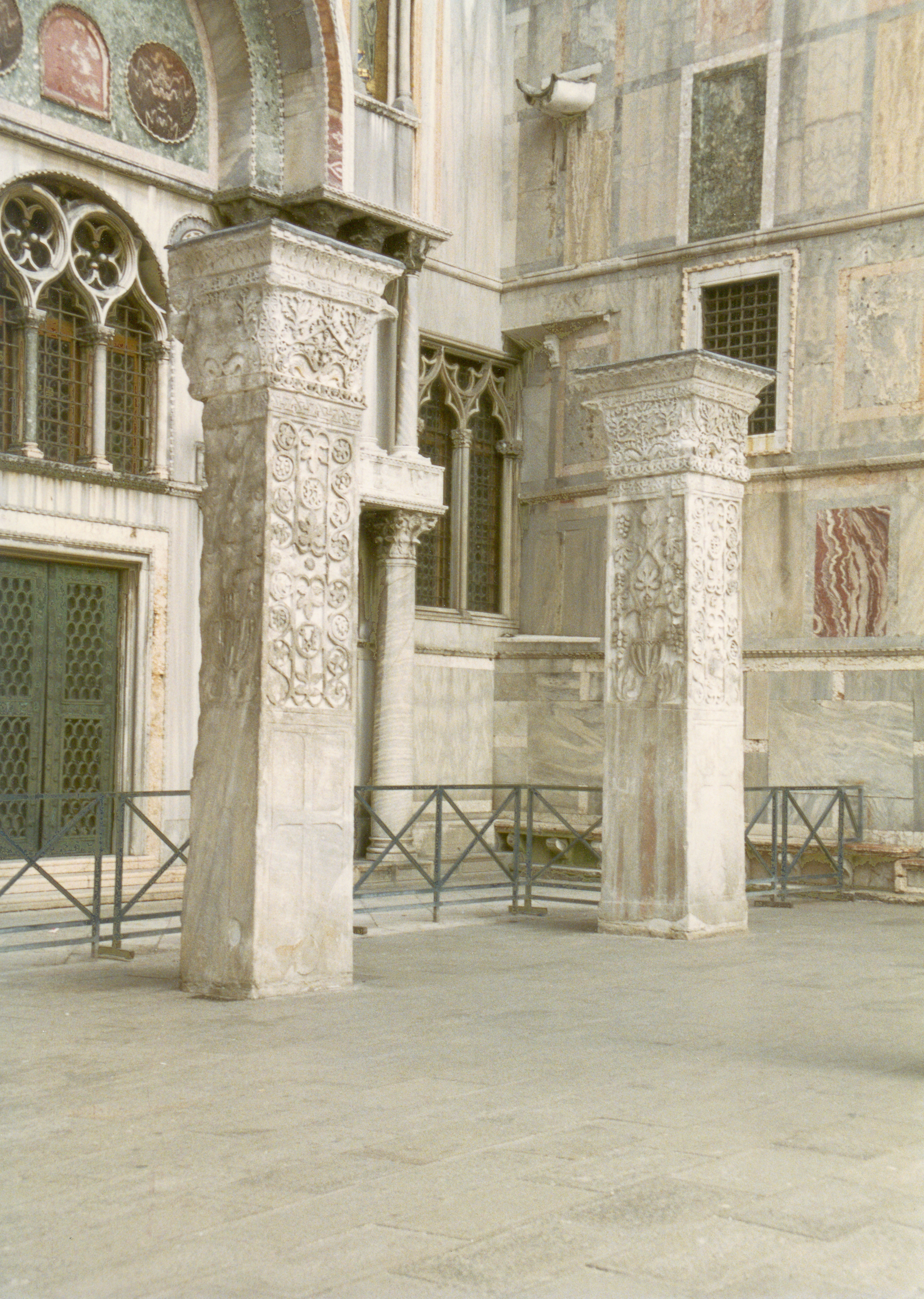
أعمدة القديس بوليوكتوس ، القسطنطينية ، المعروفة عموماً بأعمدة عكا

## التاريخ
يمكن تغطية تاريخ ساحة سان ماركو بشكل ملائم في أربع فترات، ولكن المباني والآثار الوحيدة التي سبقت النهضة لا تزال قائمة هناك هي St Mark's و Doge's Palace والعمودان العظيمان في Piazzetta.

### البدايات (800-1100)
كان أول قديس شفيع للبندقية هو القديس ثيودور، وهو قديس محارب يوناني، وكانت أول كنيسة صغيرة في دوج مكرسة له. ربما تم بناؤه حوالي 819 ووقف بالقرب من موقع كنيسة القديس ماركا الحالية. في 828-829 سُرقت آثار القديس مرقس من الإسكندرية وتم إحضارها إلى البندقية، وفي الوقت المناسب تبنى البندقية والدوجي الرسول كراعٍ جديد لهم. كان الرسول التبشيري الذي قيل أنه حول منطقتهم ؛ ومن شأن آثار الرسول أن تزيد من أهمية المدينة وكان اكتسابها خطوة أخرى في العملية التدريجية لتحرير البندقية من هيمنة بيزنطة. تم وضع الآثار مؤقتًا في قصر (أو قلعة) Doge، Justinian Partecipacius، الذي قدم في وصيته لبناء كنيسة جديدة. بدأت كنيسة القديس مرقس الأولى على الجانب الجنوبي من الكنيسة الموجودة ؛ بحلول عام 836، كان البناء متقدمًا بما يكفي لنقل الآثار إلى هناك. تم تصميم الكنيسة على أساس Chur
في ذلك الوقت، كان هناك على الأرجح مساحة فارغة مغطاة بالعشب أمام الكنيسة الجديدة، ولكن لا يمكن أن تمتد أكثر من 60 مترًا إلى الغرب، حيث كان هناك تيار (ريو باراتاريو) يشطر المنطقة التي يشغلها الآن الساحة. على الجانب الآخر من هذا التيار كانت هناك كنيسة صغيرة مخصصة لسان جيمينيانو. كان قصر دوج، في نفس منطقة خليفته الحديث، محاطًا بالمياه في ذلك الوقت. كانت البحيرة إلى الجنوب، وريو دي بالازو (القناة تحت جسر التنهدات) إلى الشرق، وتيار آخر إلى الشمال بين القصر والكنيسة. كان هناك مدخل من البحيرة يحتل الكثير من المساحة المغطاة الآن بالساحة ويبدو أن هذا قد تم استخدامه كرسو للمدينة.
في عام 976 كان هناك تمرد ضد Doge وأضرمت النيران في الكنيسة. ربما فقدت الأجزاء الخشبية، بما في ذلك السقف والقبة الخشبية، لكن الكنيسة لم تدمر بالكامل ويبدو أنها أعيد بناؤها كما كان من قبل. في عام 1063 بدأت عملية إعادة بناء كاملة. تم الانتهاء من الكنيسة الجديدة في زمن Doge Vitale Falier (1084-96)، وفي هيكلها الرئيسي هذه هي الكنيسة الحالية، على الرغم من أن الجبهة الغربية المواجهة للساحة كانت آنذاك على الطراز الرومانسكي مع أعمال الطوب غير المزخرفة (مثل الخارج من الحنية اليوم). كان يحتوي على خمسة قباب، لكن مظهرها الخارجي كان منخفضًا، على عكس الهياكل الحالية العالية على شكل بصل.

### ساحة العصور الوسطى (1100-1490)
جاءت تغييرات كبيرة في المنطقة عندما كان سيباستيانو زياني دوجي (1172-78). كانت البندقية تزداد أهمية وكان Doge رجلاً ثريًا للغاية. بدأ التغييرات التي خلقت الساحة كما نعرفها. تم ملء ريو باراتاريو وهدمت كنيسة سان جيمينيانو على الجانب البعيد وأعيد بناؤها بعيدًا في الطرف الغربي مما أصبح ساحة. تم اقتناء بستان احتل جزءًا من المنطقة من دير سان زاكاريا واشترى Doge عددًا من المباني التي أعاقت الموقع. وبإرادته غادر هذه المباني إلى الولاية وفي الوقت المناسب تم هدمها لتطهير المنطقة. كما بدأت إعادة بناء قصر دوج في القرن التاسع في وقته كدوج. التاريخ الدقيق للمباني الجديدة المختلفة غير معروف ويجب القيام بالكثير في وقت ابنه بيترو زياني، الذي كان دوجي من 1205 إلى 1229.

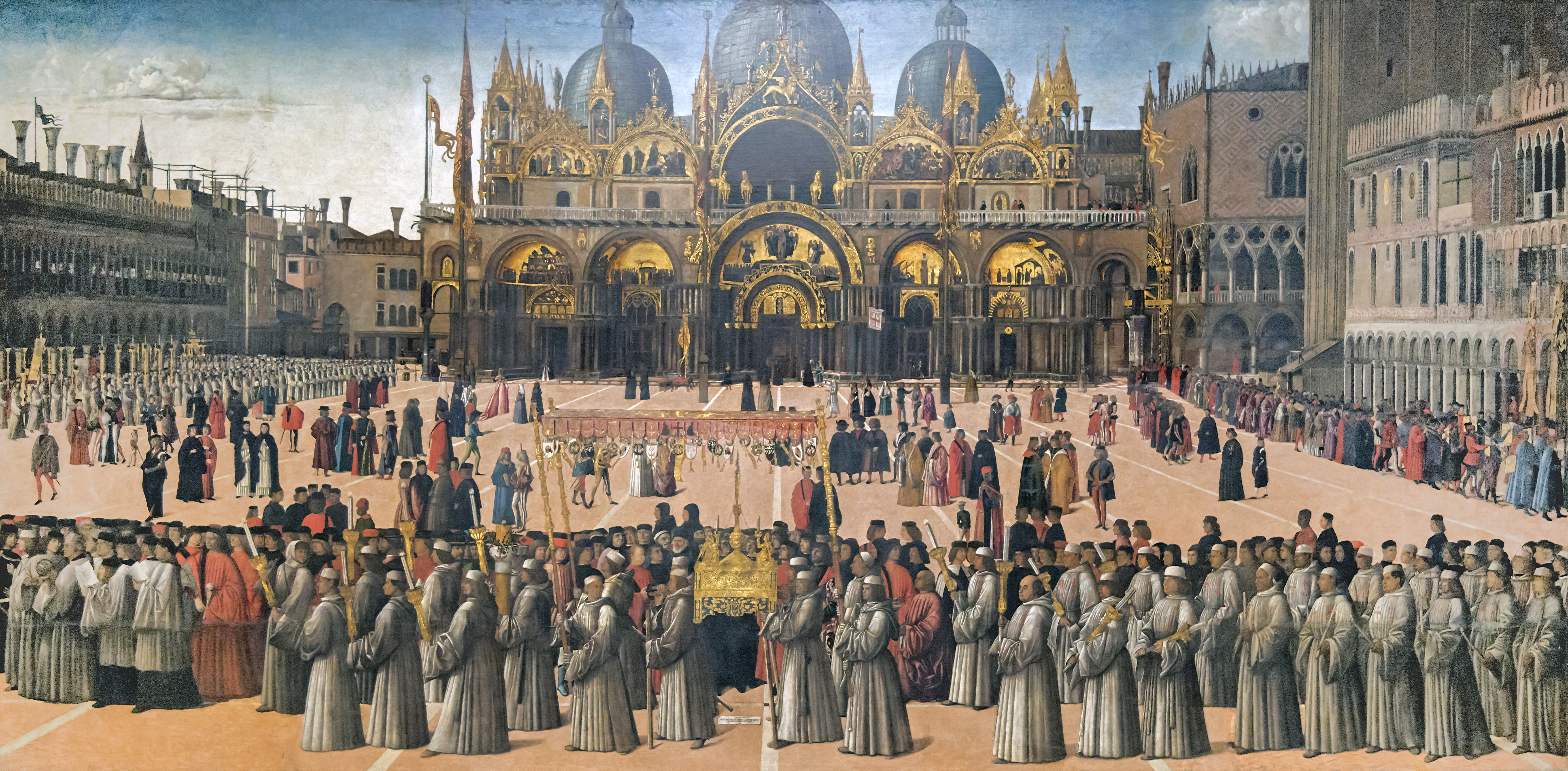
موكب في ساحة سان ماركو - جنتيلي بيليني. يُظهر هذا الساحة عام 1496.

تم تحديد منطقة الساحة الآن من خلال إقامة المباني على الجانبين الشمالي والجنوبي. على الجانب الشمالي كانت النيابة العامة والمساكن والمكاتب لنواب سانت ماركو. كانت النيابة الأصلية عبارة عن مجموعة من المباني المكونة من طابقين مع ممرات مستمرة من الركائز (أي الأقواس البيزنطية الطويلة والضيقة) أدناه وطابق واحد أعلاه، مع نافذتين فوق كل أرش. تم السماح لغرف الطابق الأرضي بالخروج للمتاجر لتوفير دخل. ظلت هذه المباني في مكانها لمدة 300 عام ويمكننا أن نرى بالضبط كيف بدت في عام 1496 في لوحة Gentile Bellini لموكب في الساحة. تُظهر هذه اللوحة أيضًا المباني الواقعة على الجانب المقابل (الجنوبي) من الساحة، والتي كان أهمها Ospizio Orseolo، وهو نزل أو نزل للحجاج المتجهين إلى الأرض المقدسة. يمكن ملاحظة أن الساحة كانت في ذلك الوقت أضيق بكثير مما هي عليه اليوم، لأن هذه المباني كانت تقف مباشرة على الجدار الغربي من المعسكر.
في عام 1204، تم الاستيلاء على القسطنطينية في سياق الحملة الصليبية الرابعة، وفي ذلك الوقت ولاحقًا خلال القرن الثالث عشر، تم أخذ الكثير من المواد القيمة من المدينة وشحنها مرة أخرى لتزيين البندقية. وشمل ذلك الرخام والأعمدة لواجهة القديس مرقس، الركيزتين المربعتين في الساحة المعروفة (خطأ) بصفتها أعمدة عكا وربما أيضًا بيترا ديل باندو (بالقرب من الركن الجنوبي الغربي من St Mark's) وشخصيات البورفيري الأربعة المعروفة باسم Tetrarchs، والتي تم تركيبها في النهاية بالقرب من مدخل قصر Doge من الساحة.
عادةً ما يُقال إن عمودي الجرانيت العظيم في الساحة قد أقيما حوالي عام 1170، ولكن يُعتقد الآن أنه من المرجح أكثر أن يتم ذلك في وقت دوج رانييري زينو (1253-68) حوالي عام 1268 ؛ القواعد والعواصم من القرن الثالث عشر. أصلهم غير معروف، لكن خيوس مقترح قدر الإمكان. تم ذكر الأسد لأول مرة في مرسوم للمجلس الكبير في عام 1293، وتوضح الصياغة أنه كان بالفعل على الركيزة في ذلك التاريخ. تم وضع تمثال للقديس ثيودور (ولكن ليس التمثال الحالي) بحلول عام 1329.
في هذا الوقت أيضًا، في وقت لاحق من القرن الثالث عشر، تم منح القديس مرقس واجهته الغربية الجديدة المزخرفة بالرخام والفسيفساء والجوائز من القسطنطينية، بما في ذلك الخيول الأربعة.
سرعان ما وجد قصر دوج الأصلي في القرن التاسع صغيرًا جدًا بالنسبة لعدد الأرستقراطيين الجالسين في المجلس الكبير بعد أن أصبح الحق في القيام بذلك وراثيًا في عام 1297، وبدأت إعادة البناء في عام 1340. تم تعليق العمل من قبل الموت الأسود في عام 1348 ولكن المرحلة الأولى اكتملت بحلول عام 1365. يتكون هذا من الجزء الأمامي من القصر المواجه للبحيرة، ولكن في ساحة بيازيتا، امتد المبنى الجديد فقط إلى العمود السابع الخلفي من الزاوية الأمامية، والذي يتميز الآن بإغاثة دائرية للبندقية بصفته عدالة في الجزء الخارجي من الطابق الأول رواق. علاوة على ذلك، ظل جزء من القصر القديم، المعروف باسم قصر العدل، كما كان لمدة 200 عام تقريبًا.
بسبب النفقات الكبيرة التي ينطوي عليها الأمر، لم يتم فعل أي شيء آخر لسنوات عديدة، ولكن في عام 1422 أصر Doge Tomaso Mocenigo على أنه لشرف المدينة يجب هدم الجزء المتبقي من القصر القديم وتمديد الجزء الجديد. تم تحديد أن الواجهة الحالية يجب أن تستمر بنفس الأسلوب، وبدأ العمل في عام 1424 تحت Doge Francesco Foscari الجديد. وصلت الواجهة الممتدة إلى الزاوية بحلول عام 1438، ولا يمكن التعرف على النقطة التي ينضم فيها جزء القرن الخامس عشر إلى جزء القرن الرابع عشر إلا من خلال الإغاثة الدائرية للعدالة فوق الركيزة السابعة من الزاوية الأمامية وحقيقة أن هذا العمود أكبر من الركيزة الأخرى، بعد أن احتفظ بزاوية المبنى لمدة 80 عاما. العواصم على هذه الواجهة هي، في الغالب، نسخ من العواصم الموجودة على الواجهة الأمامية. العمود الأخير، في الركن الشمالي الغربي من المبنى، هو عمود كبير جدًا، واستمرارًا لموضوع العدالة، يحمل نقشًا كبيرًا لحكم So
العواصم على هذه الواجهة هي، في الغالب، نسخ من العواصم الموجودة على الواجهة الأمامية. العمود الأخير، في الركن الشمالي الغربي من المبنى، هو عمود كبير جدًا، واستمرارًا لموضوع العدل، يحمل نقشًا كبيرًا لديوان سليمان، مع الملاك جبرائيل فوقه. النحات غير معروف، على الرغم من أنه تم تقديم اقتراحات مختلفة بما في ذلك بارتولوميو بوون من البندقية وجاكوبو ديلا كيرسيا من سيينا والعديد من مؤرخي الفن يعتقدون أن تمثال حكم سليمان (الذي كان يجب أن يكون قد تم في الفترة 1424/38) يظهر تأثير من توسكانا. خلص إدواردو أرسلان، بعد مراجعة جميع النظريات في عام 1971، إلى أن هذا التمثال «يظل لغزًا كبيرًا بالنسبة لنا».
في عام 1438 تم إبرام عقد مع جيوفاني وبارتولوميو بوون لبناء مدخل احتفالي كبير في القصر. كان هذا هو Porta della Carta وربط الجناح المشيد حديثًا للقصر بالجدار الجنوبي لـ St Mark's. كان جيوفاني يقترب من نهاية حياته والبوابة هي عمل بارتولوميو بشكل أساسي. تم الانتهاء منه بحلول عام 1442 وشمل تمثالًا لـ Doge Francesco Foscari راكعًا أمام أسد St Mark. كانت تماثيل الفضائل الأساسية على كلا الجانبين بيد أخرى. في الأصل كانت البوابة بأكملها مطلية ومذهبة. هذا مرئي فقط في الخلفية الصحيحة للوحة Gentile Bellini 1496، والتي تُظهر الساحة في حالتها في هذا الوقت، لا تزال ضيقة ومع المباني القديمة من القرن الثالث عشر على كلا الجانبين.

### من عصر النهضة إلى سقوط الجمهورية (1490-1797)
في عام 1493، تم تكليف ساعة فلكية من قبل البندقية وتقرر تركيبها في برج ساعة جديد في الساحة مع ممر عالي تحتها يؤدي إلى الشارع المعروف باسم Merceria، والذي يؤدي إلى Rialto. بدأ المبنى، الذي ربما صممه كودوسي، في عام 1496، وهو جزء من المدعي العام الأصلي يتم هدمه لهذا الغرض. تم الانتهاء من المبنى مع تركيب الساعة بحلول فبراير 1499. يمكن رؤيته، محاطًا بمبنى Procuratie الأصلي، في قطعة خشبية دي بارباري في البندقية عام 1500. ثم كان ارتفاع النيابة العامة طابقين فقط ووقف البرج فوقهما أعلى مما هو عليه اليوم.

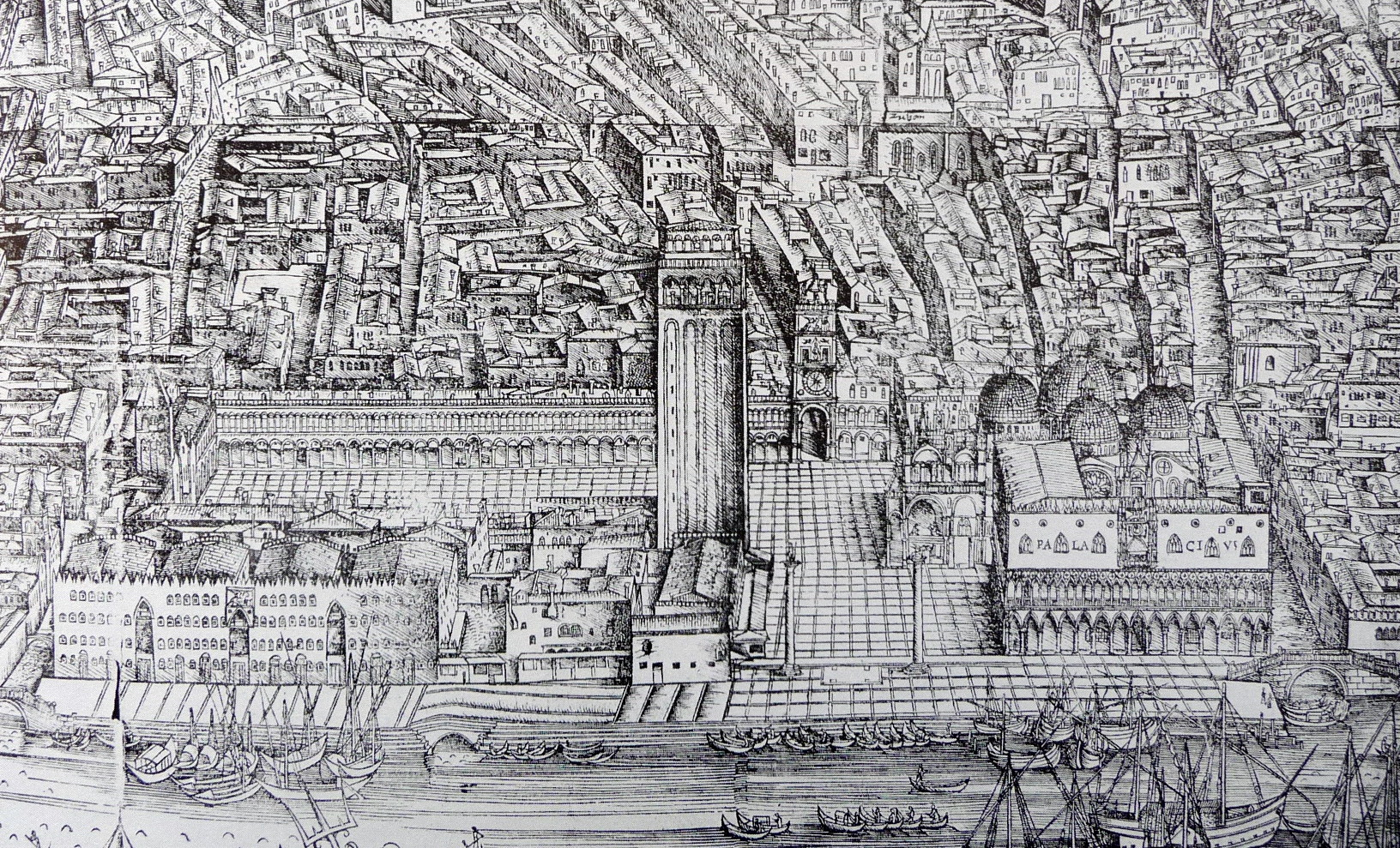
ساحة و Piazzetta في عام 1500 مع برج الساعة المكتمل حديثًا ولكن Procuratie الأصلية التي تعود إلى القرن الثالث عشر (من نقش البندقية الخشبي لـ de Barbari).

على الرغم من حقيقة أن البندقية كانت آنذاك في حالة حرب مع الكثير من أوروبا (حرب عصبة كامبراي)، فقد أعيد بناء الجانب الجنوبي بأكمله من الساحة، بدءًا من عام 1517. كانت المباني الجديدة، المعروفة اليوم باسم Procuratie Vecchie، بارتفاع ثلاثة طوابق بدلاً من طابقين. مثل النيابة السابقة، كان لديهم ممر على مستوى الأرض مع نافذتين فوق كل قوس، ولكن بدون الأقواس البيزنطية العالية والتفاصيل الكلاسيكية.
في عام 1527 جاء جاكوبو سانسوفينو إلى البندقية، وهرب من كيس روما، وبحلول عام 1529 تم تعيينه في منصب بروتو (المهندس المعماري الاستشاري ومدير المباني) لوكلاء سانت ماركو. أراد المدعون إعادة بناء المباني القديمة على الجانب الجنوبي من الساحة، لكن سانسوفينو أقنعهم بضرورة اغتنام الفرصة لتوسيع الساحة وأنه يجب هدم هذه المباني وعاد خط المبنى بعيدًا عن المعسكر. كما أقنعهم بأنه يجب استبدال النزل والمتاجر القديمة على الجانب الغربي من الساحة المقابلة لقصر دوج بمبنى جديد يستحق الموقع. تقرر أن مكتبة الكتب والمخطوطات، التي ورثها الكاردينال بيساريون للمدينة ولكنها لم تجد بعد منزلًا دائمًا، يجب أن تؤوي هناك وكان سانسوفينو يقصد في الأصل أن تستمر واجهة هذا المبنى (Liberia) في النهاية على طول الجانب الجنوبي من الساحة وحول الجنوب الغربي
حتى كنيسة سان جيمينيانو في منتصف الجانب الغربي. كما جعلت هذه التغييرات من الضروري إعادة بناء لوجيتا وفي نفس الوقت كلفت حكومة البندقية سانسوفينو بإعادة بناء النعناع (زيكا) على الجانب الغربي من ليبيريا. كانت كل هذه الأعمال مستمرة معًا لسنوات عديدة بعد عام 1537. اكتملت لوجيتا الجديدة بحلول عام 1545 وزيكا بحلول عام 1547 (على الرغم من إضافة طابق ثالث بحلول عام 1566)، لكن العمل في Liberia توقف بسبب صعوبة العثور على أماكن عمل جديدة للشركات التي نزحت وكذلك بسبب نقص الأموال وستة عشر خليجًا فقط (من أصل واحد وعشرين) كان قد انتهى قبل وفاة سانسوفينو في عام 1570. بحلول ذلك التاريخ لم يكن من الممكن بعد البدء في إعادة بناء الجانب الجنوبي من الساحة بعد Liberia.

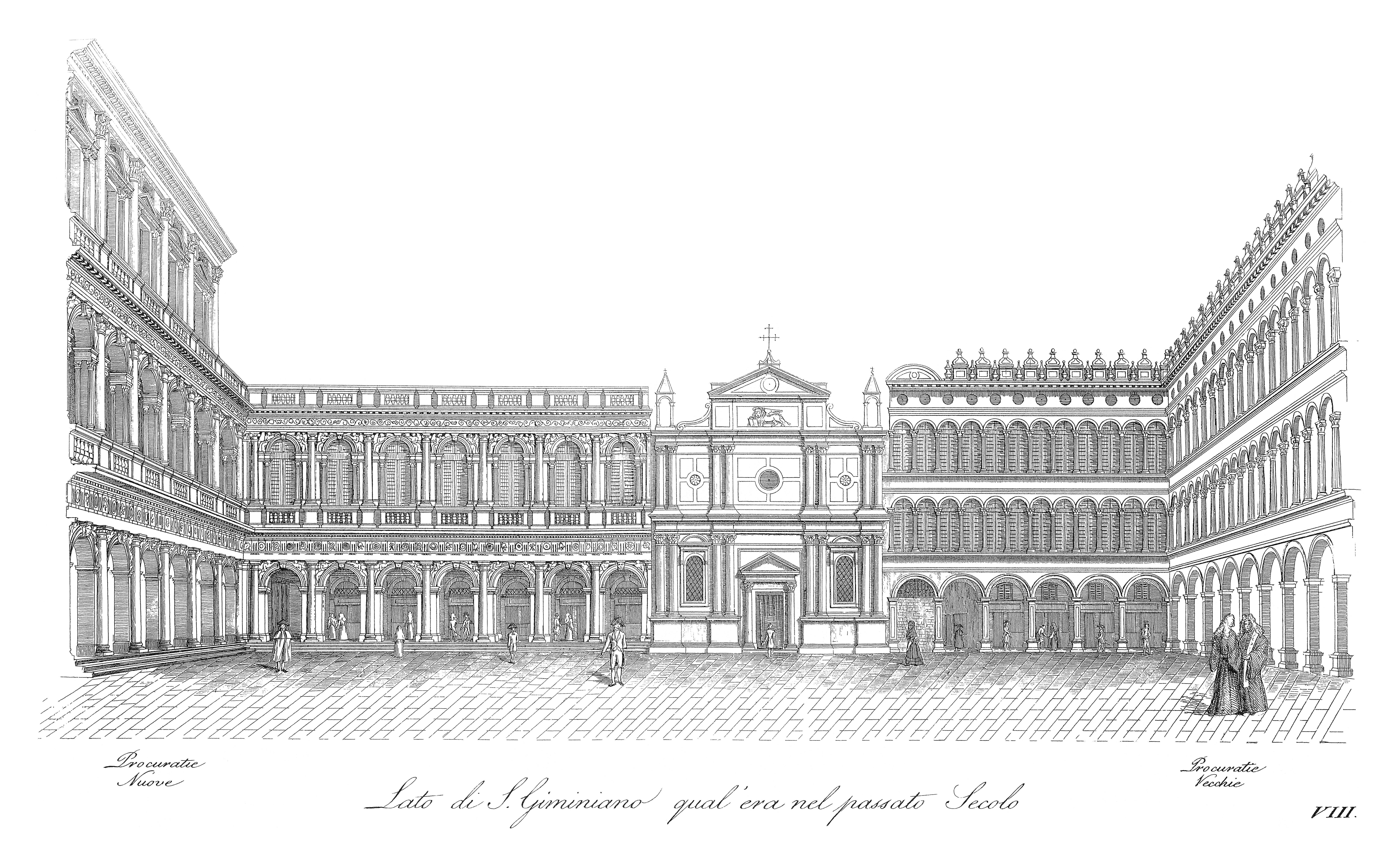
الطرف الغربي للساحة مع كنيسة سان جيمينيانو ، كما كانت من 1640 إلى 1807 (مطبوعة من Quadri-Moretti ، 1831).

أكمل سانسوفينو أيضًا إعادة بناء كنيسة سان جيمينيانو القديمة في الطرف الغربي من الساحة، في مواجهة سانت مارك. تم إنجاز الكثير من العمل قبل أن يتولى الأمر في عام 1557، لكنه كان مسؤولاً عن الواجهة بالحجر الإستري الأبيض. كما واصل نطاق Procuratie Vecchie على الجانب الشمالي من الساحة حول الزاوية حتى هذه الكنيسة.
بعد وفاة أموال سانسوفينو تم توفيرها أخيرًا لبدء إعادة بناء الجانب الجنوبي من الساحة في موقعها الجديد بعيدًا عن المعسكر. كان لا بد من التخلي عن فكرته عن مبنى من طابقين يستمر في واجهة Liberia، حيث تطلب المدعي العام ثلاثة طوابق. ومع ذلك، استند فينتشنزو سكاموزي إلى التصميم على واجهة Libreria وأكمل عشرة خلجان بين عامي 1582 و 1586، لم يتم الانتهاء من Procuratie Nuove (النيابات الجديدة)، كما يطلق عليها، حتى عام 1640، عندما اكتملت الخلجان المتبقية على الجانب الجنوبي واستمرت بالقرب من كنيسة سان جي eminiano بواسطة Baldassarre Longhena

### نابليون ولاحقًا (1797 فصاعدًا)
استسلمت البندقية لنابليون في 12 مايو 1797. بحلول 4 يونيو، تم وضع «شجرة الحرية» في الساحة. بعد ذلك بوقت قصير تم إرسال نجوم الحجارة بناءً على أوامر من البلدية لتدمير صور الأسد المجنح، والذي كان يُنظر إليه على أنه رمز لاستقلال البندقية والحكم الأرستقراطي. في Porta della Carta في الساحة، تمت إزالة رأس Doge Francesco Foscari وكذلك رأس الأسد الذي كان يركع قبله. (تم استبدالهم بنسخ في وقت لاحق من القرن). أمر الفرنسيون بإزالة الخيول الأربعة لسان ماركو وإرسالها إلى باريس مع الأسد البرونزي على العمود في الساحة. تمت إزالتها في ديسمبر 1797.
في يناير 1798 بموجب معاهدة كامبوفورميو، انتقل النمساويون إلى البندقية بدلاً من الفرنسيين. استمر هذا الصعود النمساوي الأول من 1798 إلى 19 يناير 1806، عندما عاد الفرنسيون بعد انتصارات نابليون في أوسترليتز وجينا وتأسيسه لمملكة إيطاليا في عام 1804. عين نابليون ابن زوجته يوجين دي بوهارنيس نائبًا له وفي عام 1807 أمر بأن يصبح المدعي العام نوف القصر الملكي لمهنته. قام نابليون نفسه بزيارة احتفالية إلى البندقية في وقت لاحق من عام 1807، وهبط في الساحة في طريقه إلى القصر الجديد.

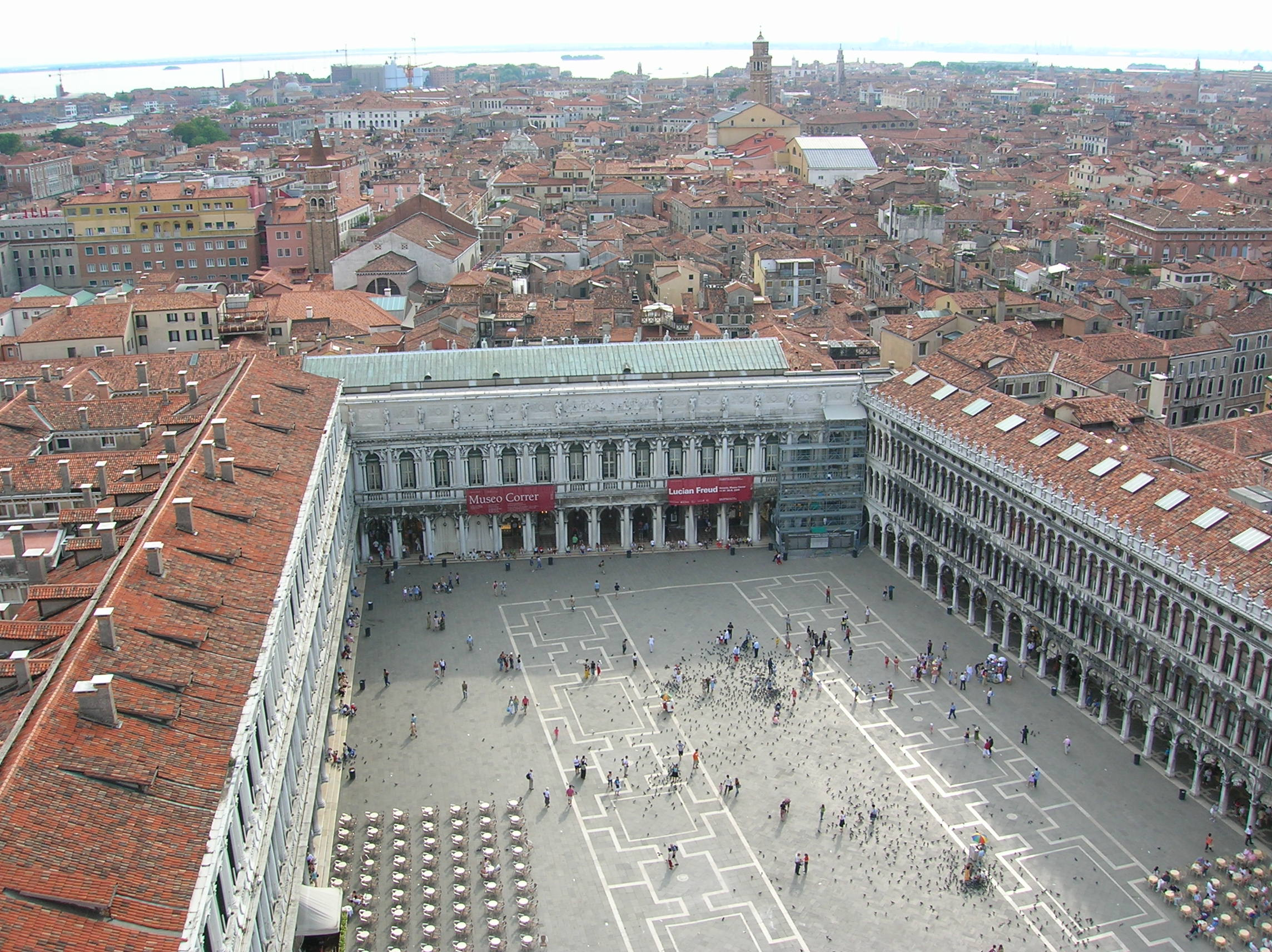
الطرف الغربي من الميدان يظهر علاء نابليونيكا.

تقرر أن يمتد القصر الجديد عبر كامل الطرف الغربي من الساحة وهذا جعل من الضروري هدم كنيسة سان جيمينيانو، أعيد بناؤها بواسطة سانسوفينو، وكذلك المباني على كلا الجانبين، تمديد سانسوفينو للمدعي العام فيتشي إلى الشمال وجزء من المدعي العام نوف إلى الجنوب. كان المهندس المعماري الأصلي جياني أنتوليني من ميلانو، لكن المبنى الجديد أثار الكثير من الجدل وفي عام 1810 تم استبداله بجيوفاني سولي من مودينا. تم بناء المبنى الحالي، المعروف باسم Ala Napoleonica (الجناح النابليوني) بين عامي 1810 و 1813. واجهة الطابقين السفليين على طريقة Procuratie Nuove، لكن الطابق العلوي، الذي يحتوي على المدخل الاحتفالي وقاعة الرقص، لا يحتوي على نوافذ أو أقواس ومزين بالتماثيل والنحت في راحة منخفضة. في الوسط كان هناك في الأصل تمثال لنابليون مثل المشتري مع الأذرع الإمبراطورية أعلاه، ولكن تم التخلي عنه بعد سقوط نابليون في 1814ولا توجد الآن نقطة محورية على الجانب الغربي من الساحة.
بعد تنازل نابليون عن العرش، أعاد النمساويون احتلال البندقية (بموجب معاهدة فونتينبلو) في أبريل 1814. كان للمستشار النمساوي، الأمير مترنيش، دور فعال في ترتيب عودة الخيول الأربعة في القديس مارك والأسد من الساحة إلى البندقية. أعيد تركيب الخيول أمام الكنيسة في 13 ديسمبر 1815، ولكن تم كسر الأسد البرونزي بشكل سيء وكان لا بد من إصلاحه. تم وضعه مرة أخرى على عمودها في أبريل 1816.

## الرصيف
تم رصف الساحة في أواخر القرن الثاني عشر بالطوب على نمط متعرج. عملت مجموعات من الحجر فاتح اللون بالتوازي مع المحور الطويل للساحة الرئيسية. ربما تم استخدام هذه الخطوط في إنشاء أكشاك السوق وتنظيم مواكب احتفالية متكررة. يمكن رؤية تصميم الرصيف الأصلي هذا في لوحات أواخر العصور الوسطى وعبر عصر النهضة، مثل موكب جنتيلي بيليني في ساحة سان ماركو عام 1496.
في عام 1723 تم استبدال الطوب بتصميم رصيف هندسي أكثر تعقيدًا وضعه المهندس المعماري الفينيسي أندريا تيرالي . لا يُعرف سوى القليل عن منطق تيرالي لتفاصيل التصميم. تكهن البعض بأن هذا النمط قد تم استخدامه لتنظيم أكشاك السوق ، أو لتذكر وجودهم السابق في الميدان. يعتقد البعض الآخر أن النمط مأخوذ من السجاد الشرقي ، وهو عنصر فاخر شائع في هذا المركز التجاري.

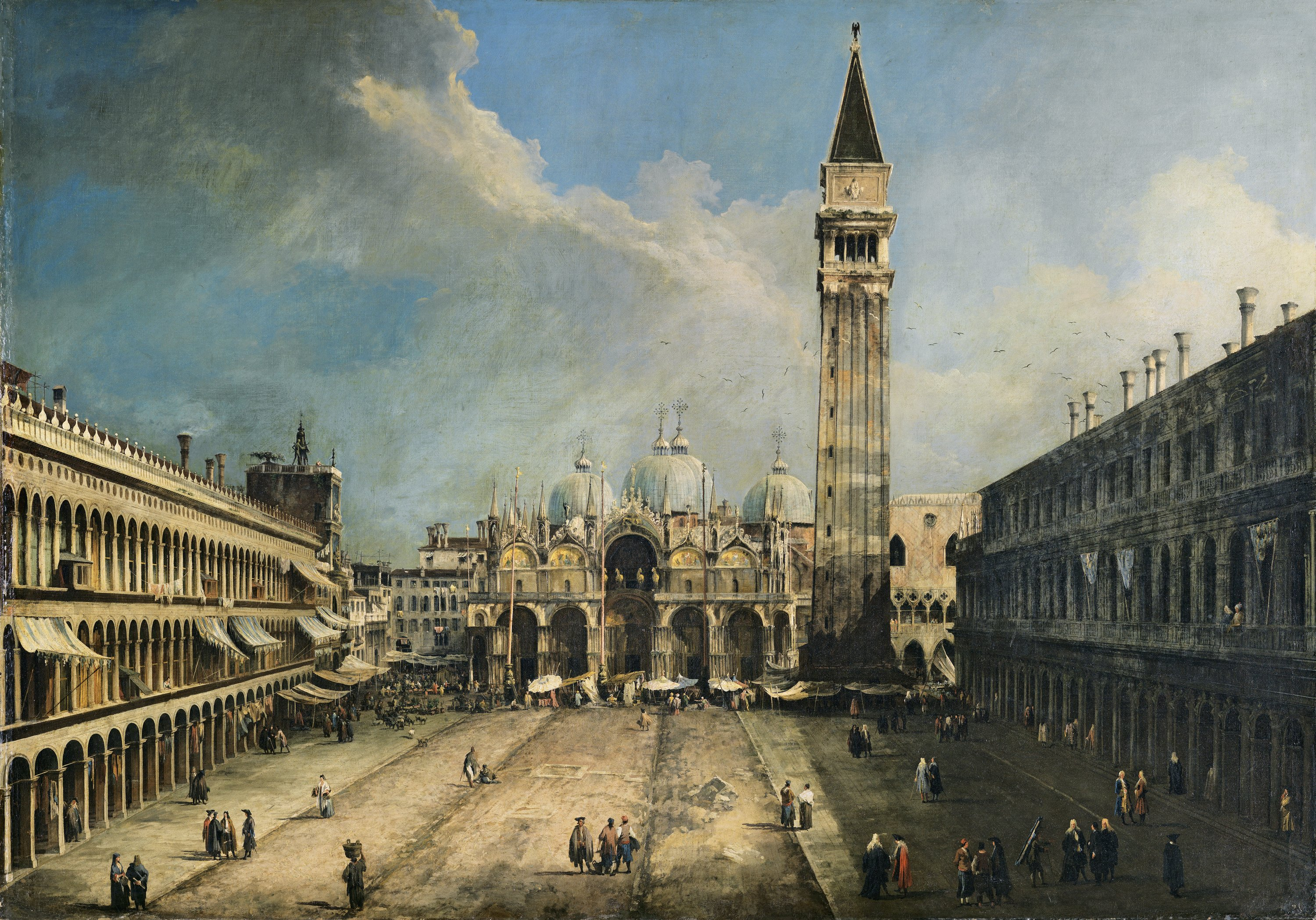
لوحة كاناليتو عام 1723 تظهر وضع الرصيف الجديد.

حقل من القصبة الهوائية النارية ذات الألوان الداكنة ذات التصميمات الهندسية المنفذة بالحجر الإستري الأبيض، على غرار الترافرتين، قام بتأليف التصميم. تتناوب مربعات الكتل الموضوعة قطريًا مع تصميمات مستطيلة وبيضاوية على طول نطاقات متوازية واسعة. تم نصب المربعات في المركز، مثل الوعاء، حيث أدى الصرف إلى تحويل المياه السطحية إلى نظام تصريف أقل من الدرجة. ربط النمط البوابة المركزية للكاتدرائية بمركز الفتحة الغربية في الساحة. يوازي هذا الخط بشكل وثيق واجهة Procuratie Vecchie، تاركًا مساحة مثلثة تقريبًا بجوار Procuratie Nuove مع نهايتها الأوسع مغلقة بواسطة Campanile. استمر النمط متجاوزًا المخيم، وتوقف عند خط يربط سارية العلم الثلاثة الكبيرة وترك المساحة أمام البازيليكا مباشرة غير مزخرفة. نسخة أصغر من نفس النمط في Piazzetta توازي مكتبة Sansovino، تاركة شبه منحرف ضيق بجوار قصر Doge مع wالطرف الواسع مغلق بالركن الجنوبي الغربي من البازيليكا. كان هذا النمط الأصغر يميل المربعات الداخلية إلى تكوين رباعيات غير متعامدة.
.يعمل المحاذاة الشاملة لنمط الرصيف على إطالة المحور الطويل بصريًا وتعزيز موقع البازيليكا على رأسه. يعكس هذا الترتيب العلاقة الداخلية للصحن إلى المذبح داخل الكاتدرائية.
كجزء من التصميم، تم رفع مستوى الساحة بحوالي متر واحد للتخفيف من الفيضانات وإتاحة مساحة أكبر للمصارف الداخلية لنقل المياه إلى القناة الكبرى.
في عام 1890، تم تجديد الرصيف «بسبب البلى». يتبع العمل الجديد عن كثب تصميم تيرالي، لكنه قضى على الأشكال البيضاوية وقطع الحافة الغربية للنمط لاستيعاب الجناح النابليوني في تلك النهاية من الساحة.

## الفيضانات

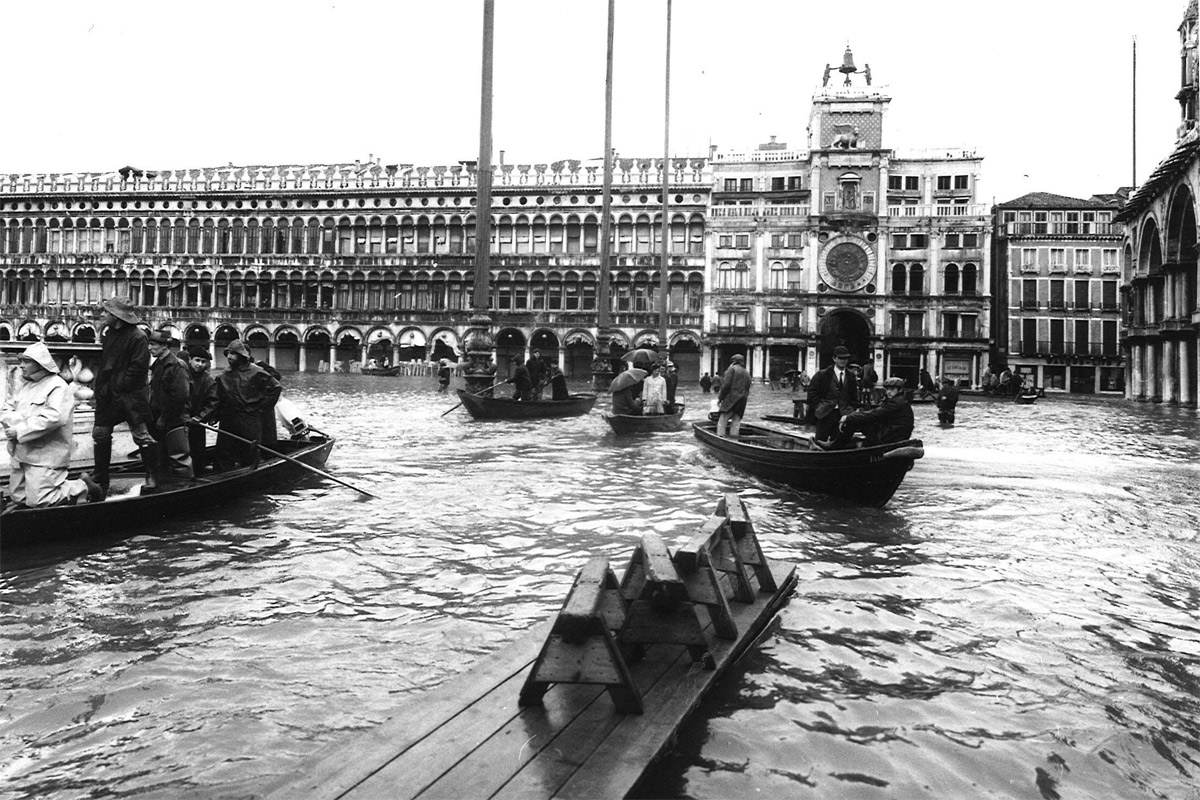
ساحة سان ماركو أثناء فيضان 4 نوفمبر 1966.

ساحة سان ماركو ليست بعيدة عن مستوى سطح البحر وخلال أكوا ألتا، «المياه العالية» من العواصف من البحر الأدرياتيكي أو الأمطار الغزيرة، فإنها سريعة الفيضان. تتدفق المياه في المصارف في الساحة مباشرة إلى القناة الكبرى. يعمل هذا بشكل جيد عادة، ولكن عندما يكون البحر مرتفعًا، يكون له تأثير عكسي، حيث يرتفع الماء من البحيرة إلى المربع. كان فيضان البندقية عام 1966 فيضانًا مهمًا تاريخيًا، عندما تسبب حدوث غير طبيعي للمد والجزر والأنهار المتضخمة بالأمطار ورياح السيروكو الشديدة في ارتفاع القنوات إلى ارتفاع 194 سم أو 6 أقدام و 4 بوصات.

## روابط خارجية
- صورة القمر الصناعي من خرائط جوجل
- جولة افتراضية في ساحة سان ماركو عالية الوضوح صور 360 درجة للمباني التاريخية والمقاهي والمجوهرات.